# Lijst van programma's van RTL 4
Dit is een lijst van Nederlandse programma's die werden of worden uitgezonden door de Nederlandse televisiezender RTL 4. Aangekochte buitenlandse programma's staan (nog) niet in deze lijst.
De jaartallen geven aan wanneer het programma bij RTL 4 te zien was of is. Een programma kan daarvoor en/of daarna ook bij een andere zender of omroep te zien zijn geweest.

## Programma's
Legenda
 Huidige en komende programma's zijn gemarkeerd met een oranje blokje.

## 1
|  | Programma                  | Periode   | Presentatie/Medewerkers/Acteurs                                                             | Opmerkingen |
|  | -------------------------- | --------- | ------------------------------------------------------------------------------------------- | ----------- |
|  | 1 van de 8                 | 1991      | Jos Brink en Lucie de Lange                                                                 |             |
|  | 101 Vrouwen                | 2003      | Daphne Deckers                                                                              |             |
|  | 10 jaar jonger in 10 dagen | 2010–2011 | Froukje de Both Met medewerking van Ester van Maanen (Look-coach) en Kas Stuyf (Feel-coach) |             |

## 2
|  | Programma                                               | Periode | Presentatie/Medewerkers/Acteurs | Opmerkingen |
|  | ------------------------------------------------------- | ------- | ------------------------------- | ----------- |
|  | 24 uur: tussen leven en dood                            | 2012    |                                 | Eenmalig    |
|  | 25 jaar Gordon (Documentaire)                           | 2016    | Onder andere Gordon             |             |
|  | 25 jaar Gordon: Compleet, Volmaakt, Het Einde (Concert) | 2016    | Onder andere Gordon             |             |

## 4
|  | Programma     | Periode   | Presentatie/Medewerkers/Acteurs | Opmerkingen |
|  | ------------- | --------- | --- | ----------- |
|  | 4 in het Land | 2005–2008 | Diana Matroos (2005–2008), Daphne Lammers (2005–2008), Vivian Slingerland (2005–2008), Kristina Bozilovic (2005–2006), Pernille La Lau (2006–2008) en Pascale Luyks (2007) |             |
|  | 4ME           | 2009–2014 | Cynthia Abma (2009–2010), Geert Hoes (2009–2011), Chimène van Oosterhout (2010–2014), Nada van Nie (2010–2011), Bas Westerweel (2011–2014) en Dirk Taat (2011–2013) Met medewerking van Catherine Keyl (2009–2010), Robert Verweij (2009–2011), Mathijs Vrieze (2011–2014), Leontien van Moorsel (2009–2011), Karin de Zoete (2009–2014), Dorien Schonenberg (2009–2014) en Myrna Goossen (2014) |             |

## 5
|  | Programma    | Periode                        | Presentatie/Medewerkers/Acteurs | Opmerkingen |
|  | ------------ | ------------------------------ | --- | ----------- |
|  | 5 Jaar Later | 2018                           | Beau van Erven Dorens |             |
|  | 5 tegen 5    | 1993–1998 2009 (eenmalig) 2015 | Peter Jan Rens (1993–1998), Carlo Boszhard (2009) en Ruben Nicolai (2015) |             |
|  | 5 Uur Live   | 2017–2020                      | Quinty Trustfull (2017–2019), Pernille La Lau (2017, 2019–2020), Loretta Schrijver (2017, 2019–2020), Lucille Werner (2017–2018), Daphne Bunskoek (2018–2020), Patrick Martens (2019–2020), Caroline Tensen (2019–2020), Jamie Trenité (2019–2020) en Tooske Ragas (2019–2020) Co-presentatoren: Hannelore Zwitserlood (2017–2019) en Maureen du Toit (2017) Gastpresentatoren: Vivian Slingerland, Irene Moors, Klaas van der Eerden, Kees Tol, Daphne Deckers, Pim Sedee, Tim den Besten (allen 2019) en Gallyon van Vessem (2020) Verslaggevers: Vivian Slingerland (2017–2020), Froukje Jansen (2017–2018), Sil van der Wees (2019–2020) en Eva Vloom (2019–2020) Chefkok: Hugo Kennis (2018–2020) en Samuel Levie (Invaller) |             |

## 7
|  | Programma          | Periode | Presentatie/Medewerkers/Acteurs | Opmerkingen |
|  | ------------------ | ------- | ------------------------------- | ----------- |
|  | 72 Uur Ondergronds | 2020    | Shary-An Nivillac               |             |

## &
|  | Programma | Periode | Presentatie/Medewerkers/Acteurs | Opmerkingen |
|  | --------- | ------- | ------------------------------- | ----------- |
|  | &Chantal  | 2017    | Chantal Janzen                  |             |

## A
|  | Programma                                      | Periode             | Presentatie/Medewerkers/Acteurs | Opmerkingen                      |
|  | ---------------------------------------------- | ------------------- | --- | -------------------------------- |
|  | A star is born                                 | 1995                | Ron Brandsteder Jury: Eddy Habbema, Linda Lepomme, Jasperina de Jong, Martine Bijl en Maurice Luttikhuis |                                  |
|  | Aaf (Serie)                                    | 2013–2015           | Onder anderen Annet Malherbe, Bas Keijzer, Lisa Zweerman, Mechteld Jungerius, Nick Geest en Jelka van Houten |                                  |
|  | Aanvallen!                                     | 1989–1990           | Hans van Breukelen Jury: Herman Kuiphof |                                  |
|  | Achmea Kennisquiz                              | 2003–2008           | Chazia Mourali |                                  |
|  | Achmea Kennisquiz J/M                          | 2008–2009           | Nicolette van Dam |                                  |
|  | Actie voor WNF & De André en Loretta Show      | 1995                | André van Duin (als Wout Regenwoud), Loretta Schrijver, Caroline Tensen en Henny Huisman |                                  |
|  | Afslag 4                                       | 1998                | Joep Sertons |                                  |
|  | Albert                                         | 2006                | Albert Verlinde |                                  |
|  | All Against 1                                  | 2023–2024           | Martijn Krabbé & Jelka van Houten |                                  |
|  | All Together Now                               | 2019–2020           | Chantal Janzen Juryvoorzitter: Jamai Loman (2019) en Gerard Joling (2019–2020) |                                  |
|  | All You Need Is Love                           | 2008 2011–2021      | Robert ten Brink |                                  |
|  | All You Need is Love: Een Magisch Kerstverhaal | 2022                | Robert ten Brink |                                  |
|  | All You Need Is Love: Kerstspecial (Special)   | 2006–2024           | Robert ten Brink |                                  |
|  | Alles Is Kerst                                 | 2008                | Irene Moors |                                  |
|  | Alles Is Muziek                                | 2023                | Marieke Elsinga Teamcaptains: Jeroen van Koningsbrugge en Holly Mae Brood |                                  |
|  | Alles Mag Op...                                | 2014–2017           | Jandino Asporaat Teamcaptains: Gerard Joling en Gordon |                                  |
|  | Alles Voor De Kijkcijfers                      | 1998                | Beau van Erven Dorens |                                  |
|  | Alpenhaus!                                     | 2021–0000           | Arno Raymakers (2021–heden) en Sanne Heijen (2022–heden) |                                  |
|  | Als Je Me Echt Zou Kennen                      | 2016                | Angela Schijf |                                  |
|  | Altijd Jong                                    | 2011–2017 2020–0000 | Caroline Sonneveld (2011), Ferry de Graaf (2011–2014), Tanja Jess (2012–2015), Winston Post (2012–2016, 2020–heden), Beertje van Beers (2012–2017), Mascha de Rooij (2014), Inge de Bruijn (2015), Kirsten van Schaik (2015–2017), Suraya Baboeram-Panday (2016–2017, 2020–2021), Bibi van den Heerik (2020–2021), Yazmine Slaghuis (2021), Bram Boender (2021-2022)                            |                                  |
|  | Ambassadeur Voor 1 Dag                         | 2011–2012 2023-2024 | Sander Janson Deelnemers 2011-2012: Sandra Schuurhof, Joep Sertons, Geert Hoes, Cor Bakker, Wilfred Genee, Edsilia Rombley, Gijs Staverman, Henkjan Smits, Elle van Rijn en Vivienne van den Assem Deelnemers 2023-2024: Vivian Slingerland, Frans Duijts, Humberto Tan, Diederik Gommers, Jaap Reesema Deelnemers 2024-2025: Addy van den Krommenacker, Jan de Hoop, Royce de Vries            |                                  |
|  | André's Comedy Club                            | 1998                | Onder anderen André van Duin, Elle van Rijn, Joost Buitenweg, Jon van Eerd, Dana Dool, Hans Breetveld en Lex Passchier |                                  |
|  | Aperitivo                                      | 2003–2008           | Esther Duller (2003–2004) en Myrna Goossen (2004–2008) |                                  |
|  | Apotheek & Gezondheid TV Magazine              | 2011–2012           | Susan Blokhuis (2011) en Vivian Boelen (2011–2012) Met medewerking van Peter Bakker (kok) (2011), Erik-Alexander Richter (biochemicus) (2011) en Wendela Wessels (apotheker) (2011) |                                  |
|  | Assepoester: Een Modern Sprookje (Film)        | 2014                | Onder anderen Hannah Hoekstra, Egbert-Jan Weeber, Carine Crutzen, Gigi Ravelli, Karina Smulders, Nicolette van Dam, Marcel Musters, Renée Soutendijk, Chems Eddine Amar, John Williams, Marjolein Keuning en Ferdi Stofmeel, Patrick Martens, Martijn Krabbé, Quinty Trustfull, Roos Ouwehand, Loretta Schrijver, Caroline Tensen, Albert Verlinde, Winston Gerschtanowitz, Peter van der Vorst |                                  |
|  | Atoukado                                       | 1989-1992           | Georges Beller en Sophie Garel | Luxemburgs programma, Franstalig |
|  | Autosport Extra                                | Jaren 90            | Jur Raatjes |                                  |
|  | Autovisie                                      | 1989–1990           | Rob van Rees |                                  |
|  | AV NU                                          | 2003–2004           | Albert Verlinde |                                  |

## B
|  | Programma                                                      | Periode                  | Presentatie/Medewerkers/Acteurs | Opmerkingen |
|  | -------------------------------------------------------------- | ------------------------ | --- | ----------- |
|  | B&B Vol Liefde                                                 | 2021–0000                | Art Rooijakkers (2021), Jeroen Kijk in de Vegte (voice-over presentatie 2022–heden) |             |
|  | B&B Vol Liefde: De Aftrap (Special)                            | 2021–0000                | Art Rooijakkers (2021–2023), Leonie ter Braak (2024) |             |
|  | B&B Vol Liefde: De Reünie (Special)                            | 2023–0000                | Art Rooijakkers (2023–2024), Leonie ter Braak (2025) |             |
|  | B&B Vol Liefde: Hoe Is Het Nu Met? (Special)                   | 2023–0000                | Art Rooijakkers (2023–2024), Leonie ter Braak (2025) |             |
|  | Baantjer (Serie)                                               | 1995–2006                | Onder anderen Piet Römer, Victor Reinier, Martin Schwab, Marian Mudder, Kirsten van Dissel, Serge-Henri Valcke, Hans Karsenbarg, Hans Veerman, Jaap Stobbe, Herman Kortekaas, Ab Abspoel, John Leddy, Piet Kamerman, Freek van Muiswinkel en Wimie Wilhelm |             |
|  | Baantjer: Het Begin (Serie)                                    | 2020                     | Onder anderen Waldemar Torenstra, Yannick Jozefzoon, Tygo Gernandt, Robert de Hoog, Lisa Smit, Ruben van der Meer, Horace Cohen, Ryanne van Dorst, Jelka van Houten, Loes Luca en Birgit Schuurman |             |
|  | Baas BBQ                                                       | 2018–2019                | Jeremy Vermolen (2018–2019), Ellemieke Vermolen (2018) en Carolina van Dorenmalen (2019) |             |
|  | Baby's wil is wet                                              | 2007–2008                | Derek Ogilvie |             |
|  | Back 2 School                                                  | 2016                     | Beau van Erven Dorens |             |
|  | Back To The Zeros                                              | 2016                     | Lieke van Lexmond, Peter van der Vorst en John Williams |             |
|  | Bakken doe je zo                                               | 2016–2017                | To Huidekoper |             |
|  | Bakken op de Boerderij                                         | 2022                     | Lyliane van Wijnbergen |             |
|  | BankGiro Loterij: De Gemene Deler                              | 2008                     | Rinie van den Elzen |             |
|  | BankGiro Loterij: The Big Picture                              | 2015–2016                | Robert ten Brink Prijsuitreikingen op locatie door Leontine Borsato |             |
|  | BankGiro Loterij: Voor De Rest Van Je Leven                    | 2007                     | Daan Schuurmans |             |
|  | BankGiro Miljonairs                                            | 2019–2021                | Robert ten Brink |             |
|  | Barend & Van Dorp                                              | 1990–2007                | Frits Barend (1990–2007), Henk van Dorp (1990–2007) en Elles Berger (1990–1993) Met medewerking van onder anderen Jan Mulder, Boudewijn Büch, Frits Wester en Bart Chabot (1999—2007) |             |
|  | Battle of the Stars                                            | 2009                     | Quinty Trustfull |             |
|  | BBQ Battle                                                     | 2020                     | Carolina van Dorenmalen Met medewerking van Jeremy Vermolen (kok) en Niels Runderkamp (slager/cateraar) |             |
|  | BBQ Street, de buurtbarbecue                                   | 2023                     | Ralph de Kok & Harm-Jan Bloem |             |
|  | Beat the Best                                                  | 2012                     | Chantal Janzen en Gordon Jury: Angela Groothuizen, Jeroen van Koningsbrugge en Timor Steffens |             |
|  | Beat the Champions                                             | 2021–2024                | Chantal Janzen Champions: Diederik Jekel (2021–2023), Cindy Hemink (2021–2023), Abel Gilsing (2021–2024), Nynke de Jong (2021–2024), Devrim Aslan (2021–2024), Anna Gimbrère (2024) en Andries Tunru (2024) |             |
|  | Beat the Crowd                                                 | 2014                     | Winston Gerschtanowitz en Nicolette van Dam |             |
|  | BEAU                                                           | 2019–2025                | Beau van Erven Dorens Verslaggever: Jaïr Ferwerda Sidekick(s): Jeffrey Wirtz (2023–2024), Marc-Marie Huijbregts (2024) |             |
|  | Beau & De Daklozen                                             | 2020                     | Beau van Erven Dorens |             |
|  | Beau & De Veteranen                                            | 2019                     | Beau van Erven Dorens |             |
|  | Beau & RTL Nieuws: Het Nieuwe Kabinet                          | 2022 (eenmalig)          | Beau van Erven Dorens & Daphne Lammers |             |
|  | Beau Blijft Binnen                                             | 2020                     | Beau van Erven Dorens |             |
|  | Beau Five Days Inside                                          | 2018–2019                | Beau van Erven Dorens |             |
|  | Beau In Floradorp                                              | 2021                     | Beau van Erven Dorens |             |
|  | Beau Op Bezoek                                                 | 2025                     | Beau van Erven Dorens | [ 1 ]       |
|  | BEAU op Zondag                                                 | 2025                     | Beau van Erven Dorens Sidekick(s): Marc-Marie Huijbregts |             |
|  | Beaufort                                                       | 2017                     | Beau van Erven Dorens |             |
|  | Beauty Enzo                                                    | 2014                     | Angela Hoogeveen |             |
|  | Beauty Touch                                                   | 2007–2008                | Irene van de Laar en Annita van der Hoeven |             |
|  | Beauty+                                                        | 2010–2012                | Angela Hoogeveen |             |
|  | Be Beautiful                                                   | 2024–0000                | Anouska Wink en Li-Ann van Groen |             |
|  | Beestenboel                                                    | 1989–1990                | Manon Thomas |             |
|  | Bekend & Bekeken                                               | 2005                     | Sylvana Simons |             |
|  | Bekend van Radio & Tv                                          | 1998–1999                | Juliën Croiset |             |
|  | Belasting: De Stand Van Zaken                                  | 1995                     | Catherine Keyl |             |
|  | Belspellen/Telegames                                           | 2001–2006                | Arlette Adriani, Joost Buitenweg, Doesjka Dubbelt, Marilou le Grand, Sanne Heijen, Monique Hugen, Lutein van Kranen, Dounia Lkoundi, Kim-Lian van der Meij, Gisela Otto, Odette Simons, Jeroen Smits, Jeremy Sno, Caroline Sonneveld, Joost van der Stel, Christof Wijnhoud, John Williams, Lars Zantman en Valerie Zwikker |             |
|  | Ben Ik Te Min?                                                 | 2017                     | Froukje de Both |             |
|  | Benidorm Bastards                                              | 2010–2011 2013           | Bep, Lia, Jeannette, Henk, Ruud, Ada, Kees, Toon en Toes |             |
|  | Benidorm Bastards & De Boefjes                                 | 2018                     | |             |
|  | Berg                                                           | 1989–1990                | Gert Berg |             |
|  | Beroepsgeheimen                                                | 1998                     | Casper van Bohemen |             |
|  | Beste Kijkers                                                  | 2015–2020 2023-heden     | Ruben Nicolai (2015–2020, 2023–heden), Beau van Erven Dorens (2024) Panelleden: Beau van Erven Dorens (2015–2019, 2023), Jeroen van Koningsbrugge (2015–2020, 2023–heden), Jörgen Raymann (2016), Tijl Beckand (2016, 2023–heden), Kasper van Kooten (2016–2018), Philippe Geubels (2016–2018), Roué Verveer (2016–2017), Martijn Koning (2017–2020), Najib Amhali (2018, 2020), Erik Van Looy (2019–2020, 2023–2024), Loretta Schrijver (2020, 2023), Gert Verhulst (2020), Carlo Boszhard (2020), Daphne Bunskoek (2023–heden), Kees van der Spek (2023), Alex Ploeg (2023), Leonie ter Braak (2023–heden), Luuk Ikink (2023–heden), Edson da Graça (2023–heden), Marc-Marie Huijbregts (2024), Dave von Raven (2024), Nabil Aoulad Ayad (2024), Caroline Tensen (2024–heden) |             |
|  | Beste Kijkers 2023 (Special)                                   | 2023                     | Ruben Nicolai Panelleden: Beau van Erven Dorens, Leonie ter Braak en Luuk Ikink tegen Tijl Beckand, Daphne Bunskoek en Edson da Graça |             |
|  | Beste Kijkers 2024 (Special)                                   | 2024                     | Ruben Nicolai Panelleden: Jeroen van Koningsbrugge, Luuk Ikink en Caroline Tensen tegen Tijl Beckand, Daphne Bunskoek en Edson da Graça |             |
|  | Bestemming...                                                  | 2016–2018                | Caroline Tensen, Martijn Krabbé, Winston Gerschtanowitz, Nicolette van Dam, Gaston Starreveld en Quinty Trustfull |             |
|  | Bestemming Bereikt                                             | 2009                     | John Williams |             |
|  | Bestemming Nederland                                           | 2003–2008                | Mariska van Kolck (2003–2008), Stella Gommans (2003–2008), Joris Lutz (2003–2004), Eric Bouwman (2006–2007), Cynthia Abma (2008) en Koert-Jan de Bruijn (2008) |             |
|  | Bestemming X                                                   | 2024–2025                | Nasrdin Dchar | [ 2 ]       |
|  | Beter In Balans                                                | 2000                     | Maria Kooistra |             |
|  | Beter Laat Dan Nooit                                           | 2018 2020                | Olcay Gulsen (2018) en Katja Schuurman (2020) Met Peter Faber, Gerard Cox, Barrie Stevens en Willibrord Frequin |             |
|  | Better Than Ever                                               | 2022–2023                | Martijn Krabbé Met medewerking van Waylon |             |
|  | BeursLife                                                      | 2007                     | Myrna Goossen |             |
|  | Bij Mij Thuis                                                  | 2002–2003                | Jorrit van der Kooi |             |
|  | Bij Ron of André                                               | 2000                     | Mariska van Kolck, André van Duin en Ron Brandsteder |             |
|  | Bij Van Duin                                                   | 1994–1995                | André van Duin Met medewerking van Viola Holt en Frits Bom |             |
|  | Billy Elliot: Van Auditie tot Applaus                          | 2014                     | Chantal Janzen Voice-over: Peter van der Vorst |             |
|  | Bios                                                           | 1989–1993                | Jos Bergenhenegouwen (1989–1990), Ruud ter Weijden (1990–1991) en Marc Jacobs (1991–1993) |             |
|  | Blablabla met Schaap                                           | 2023                     | Elise Schaap |             |
|  | Blauw blauw (Serie)                                            | 1999–2000                | Onder anderen Ella van Drumpt, Rick Engelkes, Lottie Hellingman, Johnny Kraaijkamp jr., Devika Strooker, Pim Veth, John Williams, Manoushka Zeegelaar Breeveld en Cystine Carreon |             |
|  | Blow Up                                                        | 2022–2023                | Chantal Janzen (2022), Martijn Krabbé (2022–2023) en Leonie ter Braak (2023) Jury: Guido Verhoef |             |
|  | BN'ers in het Park                                             | 2009                     | Robert ten Brink |             |
|  | Boarding Now                                                   | 2005                     | Tim Immers, Gijs Staverman en Jet Sol |             |
|  | Boarding Time                                                  | 2017                     | Winston Post en Deborah Geysen |             |
|  | Body, Mind & Care                                              | 2015                     | Francis Beukeveld en Wytske Kenemans |             |
|  | Bonje met de buren                                             | 2010–2013                | John Williams en Natasja Froger |             |
|  | B.O.T.S. (Battle Of The Sexes)                                 | 1998                     | Caroline Tensen |             |
|  | Bouquetreeks De Film: Trots & Verlangen (Film)                 | 2016                     | Onder anderen Noortje Herlaar, Jeroen Spitzenberger en Laura van Bussel |             |
|  | Bouwval Gezocht                                                | 2006–2008 2017–2018 2021 | Peter van der Vorst (2006–2008), Natasja Froger (2017–2018, 2021) Met medewerking van Bob Sikkes |             |
|  | Boys Dreamz                                                    | 2002                     | Kenan Raven en Marcel Dijkman |             |
|  | Breekijzer                                                     | 1997–1999                | Pieter Storms |             |
|  | Briljant!                                                      | 2020                     | John Williams |             |
|  | Briljante Breinen (informatief)                                | 2024                     | Voice-over: Rick Koppes |             |
|  | Briljante Breinen (quiz)                                       | 2025-                    | Linda de Mol | [ 3 ]       |
|  | Britt, Moïse & Carola: Van Bouwval Naar Hotspot                | 2023                     | Britt Scholte, Moïse Trustfull en Carola Kirschbaum |             |
|  | Broadway op Zaterdag                                           | 2002                     | Albert Verlinde |             |
|  | Brut (Documentaire)                                            | 2021                     | Hans van Wolde |             |
|  | BSportif                                                       | 2018–2019                | Jeremy Sno en Stevie van Zweden |             |
|  | Bubbels & Boerenkool Bubbels & Zo Bubbels & Gloss              | 2017–2019                | Angela Ponsioen en Mirjam van Essen |             |
|  | Buch buiten de Bajes                                           | 2017                     | Nicole Buch |             |
|  | Buch in de Bajes                                               | 2012                     | Menno Buch |             |
|  | Buch in de Bajes: De Zwaarst Bewaakte Gevangenis Van Nederland | 2013                     | Menno Buch |             |
|  | Buch in de Bajes: Rotterdam                                    | 2015                     | Nicole Buch |             |
|  | Buch in de Bajes: Vrouwengevangenis                            | 2014                     | Menno Buch |             |
|  | Buitengewoon Nederland                                         | 2022–2023                | Arlette Adriani |             |
|  | Buitengewoon Wonen                                             | 2024                     | Muk van Lil, Monique van der Reijden en Ivo Putman |             |
|  | Bulldozer                                                      | 1990                     | Rolf Wouters |             |
|  | Bureau 040                                                     | 2020                     | Ewout Genemans |             |
|  | Bureau Arnhem                                                  | 2022                     | Ewout Genemans |             |
|  | Bureau Burgwallen                                              | 2019                     | Ewout Genemans |             |
|  | Bureau Hofstad                                                 | 2021                     | Ewout Genemans |             |
|  | Bureau Maastricht                                              | 2024                     | Ewout Genemans |             |
|  | Bureau Rotterdam                                               | 2023                     | Ewout Genemans |             |
|  | Bureau Utrecht                                                 | 2025                     | Ewout Genemans |             |
|  | Burgers' Zoo Natuurlijk                                        | 2014                     | Voice-over: Erik van Trommel |             |
|  | Buurt op stelten                                               | 2010                     | Irene Moors en Winston Gerschtanowitz |             |

## C
|  | Programma                                      | Periode        | Presentatie/Medewerkers/Acteurs | Opmerkingen |
|  | ---------------------------------------------- | -------------- | --- | ----------- |
|  | Call 2 Action                                  | 2019–2020      | Dominique van Hulst (Do) (2019) en Nance Coolen (2019–2020) |             |
|  | Campinglife                                    | 2002–2016      | Sander Janson (2002–2016), Corine Boon (2001–2004), Marit van Bohemen (2004–2008), Jessica Mendels (2008–2012), Rene Pluijm (2012–2013), Gigi Ravelli (2013–2014), Yvonne Coldeweijer (2014–2015) en Gaby Blaaser (2015–2016)                                                                                           |             |
|  | Campingtijd                                    | 2023–0000      | Koert-Jan de Bruijn (2023-heden), Laurien Verstraten (2023), Saskia Weerstand (2024-heden) |             |
|  | Camping Onder De Zon                           | 2016–2017      | Sander Janson |             |
|  | Camp To Go                                     | 2020 2022–2024 | Sander Janson |             |
|  | Carlo's TV Café                                | 2015–2017      | Carlo Boszhard Chefkok: Roberta Pagnier (2015–2017) en Sonja Bakker (eenmalig in 2016) Met medewerking van Wil Boszhard-Vis (2015–2017), Irene Moors (2015–2016), Marina van der Klift (2015–2016), Sjors van der Panne (2015), Emmaly Brown (2015), Shary-An Nivillac (2015–2017) en Thomas Cox (2017)                 |             |
|  | Carpe Diem with Dounia & Friends               | 2020           | Dounia Rijkschroeff |             |
|  | Carré-debat                                    | 2017           | Antoin Peeters en Diana Matroos |             |
|  | Cartoon Express                                | 1993–1999      | Anniko van Santen |             |
|  | Casa di Beau                                   | 2023–2025      | Beau van Erven Dorens | [ 4 ]       |
|  | Casa di Beau Winterspecial                     | 2024–2025      | Beau van Erven Dorens |             |
|  | Catherine                                      | 1995–2000      | Catherine Keyl |             |
|  | Catherine in actie tegen kanker                | 2014           | Catherine Keyl |             |
|  | CMC (Centraal Medisch Centrum) (Serie)         | 2016–2018      | Onder andere Renée Soutendijk, Victoria Koblenko, Lieke van Lexmond, Victor Löw, Ricky Koole, Peter Faber, Joy Wielkens, Hans Kesting, Kevin Hassing, Toprak Yalçiner, Susan Visser, Vincent Croiset, Bram van der Heijden, Linde van den Heuvel, Manoushka Zeegelaar Breeveld, Robbert van den Bergh en Marius Mensink |             |
|  | Chantal’s Beauty Camper                        | 2021           | Chantal Janzen Met medewerking van Fred van Leer en Leco van Zadelhoff |             |
|  | Chantal blijft slapen                          | 2014–2017      | Chantal Janzen |             |
|  | Chantal komt werken                            | 2019–2020      | Chantal Janzen |             |
|  | Chantals Pyjama Party (2019)                   | 2019           | Chantal Janzen |             |
|  | Chantals Pyjama Party (2021)                   | 2021, 2023     | Chantal Janzen |             |
|  | Char, het medium                               | 2002–2009      | Char Margolis (2002–2009), Chazia Mourali (2002–2007) en Sylvana Simons (2007–2009) |             |
|  | Char: Leven na een Ramp                        | 2010           | Char Margolis |             |
|  | Chat Challenge                                 | 2003–2004      | Jeroen Smits Met medewerking van Henk Bres |             |
|  | Chicklovefood on Tour                          | 2025–0000      | Nina de Bruijn en Elise Gruppen |             |
|  | Chirurgenwerk                                  | 1995 2004–2010 | Onder andere Vivian Boelen (1995) en Edwin Ouwehand (2004–2010) |             |
|  | Chris Kras                                     | 2003–2006      | Christine van der Horst Invallers: Mike Starink, Joost van der Stel, Doesjka Dubbelt, Sanne Heijen, Gisela Otto en Marilou le Grand |             |
|  | Citynews                                       | 2011–2013      | Frits Huffnagel (2011–2012), Jet Sol (2012–2013), Arlo van Sluis (2012–2013) |             |
|  | Citynews: Hallo Holland                        | 2013–2015      | Gerlof Bos (2013) en Juliëtte van Iperen (2013–2015) |             |
|  | Clubliefde                                     | 2019–2020 2023 | Jochem van Gelder |             |
|  | Comedy Kids                                    | 2013           | Angela Groothuizen Met medewerking van Carlo Boszhard, Martine Sandifort en Ruben van der Meer |             |
|  | Computer Vision                                | 1997–1998      | Beryl van Praag |             |
|  | Constantijn, Meer Dan Een Prins (Documentaire) | 2019           | Diana Matroos |             |
|  | Contessa van Renesse (Serie)                   | 2012           | Onder andere Jerry Rijstenbil, Paulette Willemse, Saskia van Zutphen, Ton Rijstenbil, Roxy Scheepbouwer |             |
|  | Cooking with the Stars                         | 2018–2019      | Marcelino Dijkman |             |
|  | Costa Hollandia (Realityserie)                 | 2025-          | vastgoedmakelaars Ed Roijen en Pascal Nelemans |             |
|  | Countdown                                      | 1989–1990      | Wessel van Diepen |             |
|  | Crazy Race                                     | 1997–1998      | Ron Brandsteder, André van Duin (beide 1997), Chiel van Praag en Olav Mol (beide 1998) |             |
|  | Cruise Life                                    | 2025-          | Chimène van Oosterhout |             |

## D
|  | Programma                                              | Periode             | Presentatie/Medewerkers/Acteurs | Opmerkingen     |
|  | ------------------------------------------------------ | ------------------- | --- | --------------- |
|  | Daar Gaan Ze Weer                                      | 2024                | Jeroen Kijk in de Vegte (voice-over presentatie) |                 |
|  | Dance Dance Dance                                      | 2015–2018           | Chantal Janzen (2015–2018), Jandino Asporaat (2015–2017) en Humberto Tan (2018) Jury: Dan Karaty, Timor Steffens en Igone de Jongh |                 |
|  | Dancing on Ice                                         | 2006–2007           | Martijn Krabbé (2006–2007), Francesca Vanthielen (2006) en John Williams (2007) |                 |
|  | Dancing with the Stars                                 | 2005–2007 2009 2019 | Ron Brandsteder, Sylvana Simons (beide 2005–2007), Beau van Erven Dorens, Lieke van Lexmond (beide 2009), Chantal Janzen en Tijl Beckand (beide 2019) Jury: Cor van de Stroet, Marcel Bake, Monique van Opstal en Jan Postulart (2005–2007), Julie Fryer en Jan Postulart (2009), Irene Moors, Dan Karaty, Euvgenia Parakhina en Louis van Amstel (2019)                        |                 |
|  | Da's Goed Geregeld                                     | 2015–2020           | Kevin Brouwer (2015–2020), Stephanie Tency (2016–2017), Cheryl Mauer (2017–2019), Iris Rulkens (2019–2020), Jessica Mendels (2019–2020) |                 |
|  | Dat Kan Ik Ook!                                        | 1999                | Anniko van Santen |                 |
|  | Dat Staat Je Goed                                      | 1997–1998           | Caroline Tensen |                 |
|  | Dayzers                                                | 2002–2004           | Manuëla Kemp |                 |
|  | Dayzers On Tour                                        | 2004                | Kristina Bozilovic, Maurice Kroon, Irene van de Laar, Wilfred Genee en Mariska van Kolck |                 |
|  | De 1-2-3 Postcodeshow                                  | 1996                | Henny Huisman en Martijn Krabbé |                 |
|  | De 1% Quiz                                             | 2022–2023           | Tijl Beckand |                 |
|  | De 10                                                  | 2002–2006           | Reinout Oerlemans (2002–2003) en Peter van der Vorst (2003-2006) |                 |
|  | De 12 van Oldenheim (Serie)                            | 2018                | Onder andere Noortje Herlaar, Nasrdin Dchar, Reinout Bussemaker, Fedja van Huêt, Saskia Temmink, Ko Zandvliet, Michiel Nooter, Ellis van den Brink, Aus Greidanus, Olga Zuiderhoek, Roos Wiltink, Thor Braun, Guy Clemens, Cas Jansen, Bahareh Borzue, Eric van Sauers, Kees Boot, Richard Groenendijk en Gaite Jansen                                                          |                 |
|  | De 12 van Schouwendam (Serie)                          | 2019                | Onder andere Gijs Naber, Carine Crutzen, Huub Stapel, Eva Laurenssen, Matthijs van de Sande Bakhuyzen, Joop Keesmaat, Maarten Heijmans, Benja Bruijning, Fockeline Ouwerkerk, Meral Polat en Hajo Bruins |                 |
|  | De 4e Kamer                                            | 1990–1992           | Catherine Keyl en Ton Elias |                 |
|  | De 5 Uur Show                                          | 1989–1998           | Viola Holt (1989-1998), Dieuwertje Blok (1989-1990), Marc Postelmans (1989), Catherine Keyl (1990-1995), Myrna Goossen (1995-1997), Maya Eksteen (1997-1998) Invallers: onder ander Caroline Tensen, Mireille Bekooij en Tineke de Nooij |                 |
|  | De 64.000 Gulden Vraag                                 | 1990–1992           | Jos Brink en Manuëla Kemp |                 |
|  | De 8 Plagen van Rob Kamphues                           | 1999                | Rob Kamphues |                 |
|  | De Aanhouder Wint                                      | 2005–2006           | Sylvana Simons |                 |
|  | De André van Duin Show                                 | 1995–1998           | André van Duin Met medewerking van Jan Rietman |                 |
|  | De Augurkenkoning                                      | 2025                | Onder andere Camiel, Oos en Sylvain Kesbeke |                 |
|  | De Babysitter                                          | 2001–2002           | Henny Huisman |                 |
|  | De Bachelor                                            | 2003                | Irene Moors | Later Videoland |
|  | De Battle                                              | 2019–2020           | Lieke van Lexmond en Peter Van de Veire Panelleden: Katja Schuurman en Najib Amhali tegen Gert Verhulst en James Cooke |                 |
|  | De Bauers (Serie)                                      | 2003                | Onder anderen Frans Bauer en Mariska Bauer |                 |
|  | De Bauers: Bestemming Onbekend (Serie)                 | 2021                | Onder anderen Frans Bauer en Mariska Bauer |                 |
|  | De Bauers in Argentinië (Serie)                        | 2020                | Onder anderen Frans Bauer en Mariska Bauer |                 |
|  | De Beestenbus                                          | 2007                | Marilou le Grand |                 |
|  | De Beste van Nederland                                 | 2016–2019           | Kevin Brouwer (2016–2019), Raffaëla Paton (2017–2019), Cheryl Mauer (2018) |                 |
|  | De Betere Sexe                                         | 1990                | Ruud ter Weijden en Sandra Reemer |                 |
|  | De Bloemenstal                                         | 2008                | Winston Gerschtanowitz en Nicolette van Dam |                 |
|  | De BoodschappenBeurs                                   | 1991                | Martin Rudelsheim |                 |
|  | De Bourgondiërs                                        | 2022                | Tuinman: Rob Verlinden BBQ-chef: Jeremy Vermolen Stylisten: Bert Hazeleger en Matthijs Hazeleger |                 |
|  | De Bouw Maakt Het                                      | 2023–2024           | Daan Nieber |                 |
|  | De Carlo & Irene Show                                  | 2003                | Carlo Boszhard en Irene Moors Met medewerking van Gerard Joling en Marijke Helwegen |                 |
|  | De Casting Kantine                                     | 2021                | Buddy Vedder Jury: Carlo Boszhard, Irene Moors en Elise Schaap |                 |
|  | De Chantal & Beau Show: tussen de schuifdeuren         | 2020                | Chantal Janzen en Beau van Erven Dorens |                 |
|  | De Chocolade Show                                      | 2017                | Miljuschka Witzenhausen |                 |
|  | De Club van Sinterklaas (Serie)                        | 2009–2012           | Onder andere Bram van der Vlugt, Beryl van Praag, Harold Verwoert, Tim de Zwart, Titus Boonstra, Hugo Konings, Piet van der Pas, Wim Schluter, Michiel Nooter en Frans de Wit |                 |
|  | De Club van Sinterklaas: Pieten Nieuws Live            | 2012                | Beryl van Praag (als Testpiet) en Tim de Zwart (als Hoge Hoogte Piet) Vaste gasten: Wim Schluter, Piet van der Pas, Michiel Nooter, Frans de Wit en Job Bovelander |                 |
|  | De Dageraad (Serie)                                    | 1991                | Onder andere Carolien van den Berg, Yoka Berretty, Filip Bolluyt, Roel Bos, Kees Coolen, Merlijn David, Sasia Deck, Trees van der Donck, Bert van den Dool, Bernhard Droog, Paul van Gorcum, Hugo Haenen, Cees Heyne, Klaas Hulst, Ike Krijnen, Moniek van Male, Gertrude Mulder, Loulou Rhemrev, Harry van Rijthoven, Joep Sertons, Jaap Stobbe, Henny Weel en Helle de Winter |                 |
|  | De Dokters                                             | 2013                | Goedele Liekens Met medewerking van Job Nievaart (huisarts), Asaf Senft (kno-arts), Janneke Wittekoek (cardioloog) en Mathijs Vrieze |                 |
|  | De Draad Kwijt                                         | 1999–2002           | Romek van Thiel (1999–2002), Jetske van den Elsen (1999) en Marlayne Sahupala (2001–2002) |                 |
|  | De Druiventros                                         | 2021                | Onder andere de familie Mutsaers, Frank Jansen, Rogier Smit, Julius Jaspers en Ron Blaauw | [ 5 ]           |
|  | De Enige Echte                                         | 2022                | Nikkie de Jager Panel: Caroline Tensen, Jamai Loman en Edson da Graça | Eenmalig        |
|  | De Erfenis (Serie)                                     | 2004                | Onder andere Kees Brusse, Josine van Dalsum, Manouk van der Meulen, Michiel de Jong, Harpert Michielsen, Cynthia Abma, Sonja Silva, Fridi Martina, Roscoe Leijen, Amber Teterissa, Robin Steegman, Everon Jackson Hooi en Shirley Pinedo |                 |
|  | De Erfgenaam                                           | 2020 2022–2024      | Ruben Nicolai |                 |
|  | De Fabeltjeskrant (Serie)                              | 1990–1992           | De stemmen van Frans van Dusschoten, Ger Smit en Elsje Scherjon |                 |
|  | De Frogers: Effe geen cent te makken                   | 2008                | René Froger, Natasja Froger, Maxim Froger en Didier Froger |                 |
|  | De Frogers: Helemaal Heppie                            | 2009                | René Froger, Natasja Froger, Maxim Froger en Didier Froger |                 |
|  | De Gek Van De Week Show                                | 1991                | Carlo Boszhard |                 |
|  | De Grote Improvisatieshow                              | 2013–2014           | Jojanneke van den Berge (2013) en Froukje de Both (2014) Comedians: Tijl Beckand (2013–2014), Ruben van der Meer (2013–2014), Jamai Loman (2013–2014) en Rick Paul van Mulligen (2013–2014) | Later op RTL 5  |
|  | De Grote Woonwens                                      | 2009                | Nicolette van Dam |                 |
|  | De Hans Kazàn Magic Show                               | 1994–1995           | Hans Kazàn |                 |
|  | De Heeren Van Amstel Live De Vrienden van Amstel LIVE! | 1998–2002           | Manuëla Kemp |                 |
|  | De Helden van Nu                                       | 2020                | Kevin Brouwer en Iris Rulkens |                 |
|  | De Ideeënbus                                           | 1991–1993           | Ruud Hendriks (1991–1992) en John Bernard (1992–1993) |                 |
|  | De IJsland Diabetes Challenge                          | 2014                | |                 |
|  | De Jongens Tegen De Meisjes (Quiz)                     | 1999                | Peter Jan Rens |                 |
|  | De Jongens tegen de Meisjes (Spelshow)                 | 2011–2015 2017–2018 | Tijl Beckand (2011–2015, 2017–2018), Chantal Janzen (2011–2015, 2017) en Yolanthe Sneijder-Cabau (2018) |                 |
|  | De Jopie Parlevliet Show                               | 2015–2016           | Richard Groenendijk |                 |
|  | De Kanjer Nieuwjaarsshow                               | 2008–2009           | Beau van Erven Dorens, Martijn Krabbé, Henny Huisman, Winston Gerschtanowitz, Ron Brandsteder en Gaston Starreveld | Nieuwjaarsdag   |
|  | De Kanjer Surpriseshow                                 | 1997–2003           | Henny Huisman Met medewerking van Caroline Tensen, Reinout Oerlemans, Martijn Krabbé en Gaston Starreveld | Nieuwjaarsdag   |
|  | De Kans van je Leven                                   | 1999–2000           | Ron Brandsteder en Valerie Zwikker |                 |
|  | De Kat In De Zak                                       | 2003–2004 2010      | Chazia Mourali (2003–2004), Peter van der Vorst (2010) |                 |
|  | De Keus Van Koos                                       | 1990–1991           | Koos Postema |                 |
|  | De Kliniek (Realityserie)                              | 2022-2024           | |                 |
|  | De Klusbrigade                                         | 2014–2015           | Evelyn Struik Met medewerking van Maurice Bakker |                 |
|  | De Kwestie Van Smaak                                   | 2008                | René Lancéé |                 |
|  | De Magic & Mystery Show                                | 1997–1998           | Hans Kazàn en Magic Unlimited |                 |
|  | De Man met de Hamer (Serie)                            | 2013                | Onder andere Martijn Krabbé, Jeroen Krabbé, Olga Zuiderhoek en Michiel Nooter |                 |
|  | De Moeite Waard?!                                      | 2023, 2025-         | Tijl Beckand Met medewerking van Bob Sikkes |                 |
|  | De Mooiste Tuinen van Nederland                        | 2014                | Vivian Slingerland |                 |
|  | De Mooiste Wegen                                       | 2022–0000           | Werner Budding Met medewerking van: Roy Bolks (classic car expert) |                 |
|  | De Naakte Waarheid                                     | 2008                | Daphne Deckers |                 |
|  | De Nationale Carrière Check                            | 2007                | Robert ten Brink en Renate Verbaan |                 |
|  | De Nationale Gezondheidstest                           | 2003 2016           | Reinout Oerlemans, Martijn Krabbé (beide 2003), Wendy van Dijk en Ruben Nicolai (beide 2016) |                 |
|  | De Nationale IQ Test                                   | 2016                | Beau van Erven Dorens en Jeroen van Koningsbrugge |                 |
|  | De Nationale Muntenjacht                               | 2001                | Sander Janson en Judith de Klijn |                 |
|  | De Nieuwsquiz 2023                                     | 2023                | Beau van Erven Dorens en Daphne Lammers |                 |
|  | De Pappenheimers                                       | 2024                | Erik Van Looy | [ 6 ]           |
|  | De Perfecte Partner                                    | 2003                | Martijn Krabbé |                 |
|  | De Perfecte Verbouwing                                 | 2021 2023           | Nicolette Kluijver Architecten: Britta van Egmond, Gimill Mual, Jeroen de Nijs en Maxim Winkelaar |                 |
|  | De Piano                                               | 2024                | Chantal Janzen Muziekexperts: Daria van den Bercken, Dominic Seldis en Roel van Velzen |                 |
|  | De Prime Time Show                                     | 1990                | Viola Holt en Dieuwertje Blok |                 |
|  | De Prinses Op De Erwt: Een Modern Sprookje (Film)      | 2016                | Onder andere Teun Luijkx, Loes Luca, Peter Bolhuis, Sigrid ten Napel, Kim Feenstra, Pip Pellens, Esmée van Kampen, Ricky Koole, Maryam Hassouni, Peter Paul Muller, Hajo Bruins, Angela Schijf, Jan Kooijman, Jennifer Hoffman, Marc van der Linden en Joke Bruijs | Nieuwjaarsdag   |
|  | De Reis Van Je Genen                                   | 2021                | Caroline Tensen Met medewerking van: Els Leijs (familiedetective) |                 |
|  | De Reis Van Je Leven (Quiz)                            | 1992–1994           | Eddy Keur |                 |
|  | De Reis Van Je Leven                                   | 2016 2018           | Johnny de Mol |                 |
|  | De Sleutel                                             | 2019                | Beau van Erven Dorens |                 |
|  | De Slimste                                             | 2009                | Martijn Krabbé Sidekick: Jan Verheyen |                 |
|  | De Sterren-playbackshow                                | 1994 1995           | Henny Huisman Met medewerking van Jacques d'Ancona en Lucille Werner |                 |
|  | De Sylvia Millecam Show (Serie)                        | 1994–1995           | Onder andere Sylvia Millecam, Joop Doderer, Rieneke van Nunen, Trudy de Jong, Alfred van den Heuvel, Filip Bolluyt, Mirjam de Rooij en Eric van Sauers |                 |
|  | De Televisiedokter                                     | 2005                | Chimène van Oosterhout, Job Nievaart, Rick Blankendal, Barbara de Groot–Blok, Marieke Bon en Dolf Coppoolse |                 |
|  | De TV Kantine                                          | 2009–2016 2018–2021 | Onder andere Carlo Boszhard, Irene Moors, Elise Schaap, Ilse Warringa, Maarten Heijmans en Annick Boer |                 |
|  | De TV Kijker Van Het Jaar (Special)                    | 2021, 2022          | Tijl Beckand en Luuk Ikink |                 |
|  | De TV Top 5                                            | 2003                | Marc Klein Essink |                 |
|  | De Vakantieman                                         | 1991–1997           | Frits Bom |                 |
|  | De Vakantieman Op Reis                                 | 1998                | Frits Bom |                 |
|  | De Van Duin Show                                       | 1993–1994           | André van Duin Met medewerking van Jan Rietman |                 |
|  | De Verjaardagsshow                                     | 1998                | Daniëlle Overgaag en Jimmy Geduld |                 |
|  | De Véronique Ontbijt Show                              | 1989–1990           | Marc Jacobs en Catherine Keyl Invallers: Ruud ter Weijden, Ruud Hendriks, Viola Holt en Jur Raatjes Sportnieuws: Victor Deconinck |                 |
|  | De Verraders                                           | 2021–2025           | Tijl Beckand |                 |
|  | De Verraders: Halloween                                | 2024                | Frank Evenblij |                 |
|  | De Visvrouwen                                          | 2019–0000           | Paula Petiet en Nathalie van den Berg |                 |
|  | De Vrienden van Amstel Live EK                         | 2000                | Manuëla Kemp en Willem van Hanegem |                 |
|  | De Week van Willibrord                                 | 1994–1998           | Willibrord Frequin |                 |
|  | De weg naar Fame                                       | 2007                | Jim Bakkum Jury: Albert Verlinde, Martin Michel en Ad van Dijk |                 |
|  | De Weg Naar Het Miljoen                                | 2018                | Martijn Krabbé |                 |
|  | De Wensboom                                            | 2015–2016           | Johnny de Mol |                 |
|  | De Wereld van: 14 De Musical                           | 2024                | Peter Heerschop |                 |
|  | De Wereld van de Watersport                            | 2024                | Laurien Verstraten en Rick Noorlander |                 |
|  | De Wereld van Smaak                                    | 2016                | Sanne Heijen en Arno Raymakers |                 |
|  | De Winkel (Serie)                                      | 1996                | Onder andere Marijke Veugelers, Gees Linnebank, Marina Duvekot, Anneke Beukman, Tine Joustra, Ella Snoep, Ramon Ramnath, Kiki Classen, Filip Bolluyt, Alexander van Bergen, Mark Ram, Adriënne Kleiweg, Jules Croiset, Hugo Haenen en Han Römer |                 |
|  | De Winkel van Sinkel                                   | 2003                | Gisela Reuter-Otto, Lutein van Kranen en Doesjka Dubbelt |                 |
|  | De Zaterdagavond Show                                  | 1992-1993           | Sandra Reemer Met medewerking van Marc Jacobs |                 |
|  | De Zeedijk (Serie)                                     | 1999                | |                 |
|  | De Zevende Hemel Of De Duivel In Huis                  | 1992                | Viola Holt |                 |
|  | De Zomer van 4: De Spelen                              | 2012                | Rick Nieman Met medewerking van Dennis van der Geest en Peter Heerschop |                 |
|  | De Zwakste Schakel                                     | 2001-2004 2019      | Chazia Mourali (2001–2004) en Bridget Maasland (2019) |                 |
|  | Deksels!                                               | 1989–1990           | Ria van Eijndhoven |                 |
|  | Denksportkampioen                                      | 1992–1993           | Hans Kazàn |                 |
|  | Denktank                                               | 1994–1995           | Kas van Iersel |                 |
|  | Derek Ogilvie: Eerste Hulp Bij Opvoeden                | 2013                | Derek Ogilvie |                 |
|  | Derek Ogilvie: Kinderfluisteraar                       | 2011                | Derek Ogilvie |                 |
|  | Derek Ogilvie: Unexpected                              | 2012                | Derek Ogilvie |                 |
|  | Diagnose Gezocht                                       | 2015                | Wendy van Dijk |                 |
|  | Diamant (Serie)                                        | 1993–1994           | Onder andere Jules Hamel, Pleuni Touw, Hugo Metsers, Reinout Bussemaker, Kiki Classen, Marlous Fluitsma, Roeland Fernhout, Frédérique Huydts, Miryanna van Reeden, Theo de Groot, Ellen Röhrman, Roelant Radier en René Vernout |                 |
|  | Dier Enzo                                              | 2002–2005           | Mike Starink |                 |
|  | Dierbare Vrienden                                      | 1990                | Anniko van Santen |                 |
|  | DierZ                                                  | 2009                | Marco Starink |                 |
|  | Dieuwertje                                             | 1989–1990           | Dieuwertje Blok |                 |
|  | Disney Cartoon Express                                 | 1997–1998           | Anniko van Santen |                 |
|  | Disney Festival                                        | 1997–1998           | Irene Moors en Anniko van Santen |                 |
|  | Dit Is Holland                                         | 2020–2023           | Dirk Taat | [ 7 ]           |
|  | Dit is Mijn Lijf                                       | 2011–2014           | Jeanine Splinter (huisarts) (2011–2014), Felix van der Wissel (huisarts) (2011–2014) en Maaike Schutjes (tandarts) (2011–2012) |                 |
|  | Dit Is Mijn Toekomst                                   | 2012–2019           | Caroline Sonneveld (2012–2019), Gaby van Nimwegen (2013–2019) en Arlette Adriani (2016–2019) | Ook op RTL 5    |
|  | Dit Was Het Nieuws                                     | 2010 2011–2015      | Harm Edens Teamcaptains: Jan Jaap van der Wal (2010), Thomas Acda (2011–2014), Raoul Heertje (2010–2014), Martijn Koning (2015) en Daniël Arends (2015) |                 |
|  | Diva's Draaien Door                                    | 2011                | Patricia Paay, Patty Brard en Tatjana Šimić |                 |
|  | Divorce (Serie)                                        | 2012–2016           | Onder andere Waldemar Torenstra, Jeroen Spitzenberger, Dirk Zeelenberg, Katja Herbers, Chantal Janzen en Carly Wijs |                 |
|  | Divorce Hotel                                          | 2014                | Goedele Liekens en Annemarie van Gaal |                 |
|  | DNA Singers                                            | 2023–2024           | Art Rooijakkers Teamcaptains: Jeroen van Koningsbrugge en Jaap Reesema (beide 2023–2024), Kees Tol en Roxeanne Hazes (beide 2024) |                 |
|  | Doe een wens                                           | 2007–2008           | Irene Moors en Wendy van Dijk |                 |
|  | Doe het lekker zelf                                    | 2018                | Chantal Janzen |                 |
|  | Doen rond de Wereld                                    | 1995                | Caroline Tensen |                 |
|  | Doet-ie 't of doet-ie 't niet                          | 1993–1997 2024      | Peter Jan Rens (1993–1997), Ruben Nicolai (2024) Teamcaptains: Leonie ter Braak, Jelka van Houten en Roué Verveer (allen 2024) | [ 8 ]           |
|  | Do It Yourself Masters                                 | 2025-               | Dounia Rijkschroeff & Ruben van der Kruis |                 |
|  | DOK 12 (Serie)                                         | 2001                | Onder andere Karin Meerman, Elvira Out, Georgina Verbaan, Wolter Muller en Edward Stelder |                 |
|  | Dolfijnen in de Hoofdrol                               | 2011–2012           | Voice-over: Daniël Smulders en Arlo van Sluis |                 |
|  | Dolman onder de Rijken                                 | 1998                | Paul Haenen |                 |
|  | Domino Challenge                                       | 2022                | Ruben Nicolai/ Jamai Loman (finale 2022) Jury: Lily Hevesh |                 |
|  | Doof!                                                  | 2014                | Natasja Froger |                 |
|  | Door Het Oog Van De Naald                              | 2015                | Nicolette van Dam Jury: Maik de Boer en Nelleke Rimmelzwaan |                 |
|  | Doordraaien                                            | 2020                | |                 |
|  | Dossier Van Den Heuvel                                 | 2019–2020           | John van den Heuvel |                 |
|  | Droom van een Huis                                     | 2011–2012           | Jet Sol en Koert-Jan de Bruijn |                 |
|  | Droom van een Tweede Huis                              | 2012–2019           | Corine Boon Met medewerking van Marco Budding (manager Droomparken.nl) |                 |
|  | Durf Te Vragen                                         | 2015                | Ferry de Graaf |                 |
|  | Duurzame Roadtrip                                      | 2023                | Robin Leféber |                 |

## E
|  | Programma                                      | Periode             | Presentatie/Medewerkers/Acteurs | Opmerkingen        |
|  | ---------------------------------------------- | ------------------- | --- | ------------------ |
|  | Echt Scheiden                                  | 2012                | Natasja Froger Met medewerking van Yolande de Best-Meijer (scheidingscoach) |                    |
|  | Echt Waar?!                                    | 2010–2012 2014–2015 | Jack Spijkerman (2010–2012, 2014) en Jamai Loman (2015) Met medewerking van Tijl Beckand en Ruben van der Meer Assistente: Marlous Dirks (seizoen 1), Carlijn Carter (seizoen 2 t/m 4) en Hester Winkel (seizoen 5) |                    |
|  | Echte Mannen                                   | 1999                | Mylène de la Haye |                    |
|  | Echte Penoze                                   | 2013                | Ewout Genemans |                    |
|  | Edison Music Awards                            | 1998 1999 2000      | Carlo Boszhard, Katja Schuurman (beide 1998), Manuëla Kemp en Eric Corton (beide 1999–2000) |                    |
|  | Editie NL (late editie)                        | 2004–2005           | Daphne Lammers (2004–2005), Roel Geeraedts (2004–2005), Roland Koopman (2005) |                    |
|  | Editie NL (vroege editie)                      | 2003–0000           | Zie lijst van medewerkers van Editie NL |                    |
|  | Een Dubbeltje Op Zijn Kant                     | 2009 2013–2018      | John Williams Met medewerking van Annemarie van Gaal |                    |
|  | Een Dubbeltje Op Zijn Kant In Bedrijf          | 2010                | John Williams Met medewerking van Annemarie van Gaal |                    |
|  | Een Goed Stel Hersens                          | 2017–2018           | Carlo Boszhard en Nicolette Kluijver |                    |
|  | Een Kwestie Van Doen                           | 1997                | Reinout Oerlemans |                    |
|  | Een Nieuw Begin                                | 2013–2014           | Angela Groothuizen |                    |
|  | Een Zaak van Bloemen                           | 2012–2013           | Nicolette van Dam (2012), Quinty Trustfull (2012–2013) en John Williams (2013) |                    |
|  | Eerlijk Is Eerlijk                             | 2003                | Gijs Staverman en Mariska van Kolck |                    |
|  | Eigen Huis (Een Plek Onder De Zon)             | 1990–1993           | Manon Thomas en Nico Zwinkels |                    |
|  | Eigen Huis & Tuin                              | 1993–2020           | Manuëla Kemp (1993–1994), Myrna Goossen (1994–1995, 1999–2004), Marceline Schopman (1995–1996), Irene Moors (1996–1998), Minoesch Jorissen (1998–1999), Corine Boon (2004–2008), Quinty Trustfull (2006, 2008–2015), Evelyn Struik (2013, 2015–2020) en Froukje de Both (2015–2016) Klussers: Nico Zwinkels (1993–2004), Thomas Verhoef (2004–2020) en Miranda Leijstra (2015–2016) Tuinmannen: Rob Verlinden (1993–2004), Lodewijk Hoekstra (2004–2016) en Tom Groot (2015–2020) |                    |
|  | Eigen Huis & Tuin: Lekker Leven                | 2020–2025           | Froukje de Both Met medewerking van onder andere Hugo Kennis (kok, 2020–2025), Tom Groot (tuinman, 2020–2025), Patrick Uphoff (klusser, 2020–2025), Martine Beijer (klusser, 2020-2024), Piet Hellemans (dierenarts, 2020–2025), Zamarra Kok (huishoudcoach, 2020–2025), Galit Soesan (opruimcoach, 2020–2025), Sandra Ysbrandy (invalkok 2022–2023), Samuel Levie (invalkok 2022–2023)                                                                                           |                    |
|  | Eilandpraat                                    | 2021                | Luuk Ikink, Fatima Moreira de Melo (invalster 25 november 2021) | Eerder op RTL 5    |
|  | Eindelijk Tijd                                 | 2020                | Arno Raymakers en Sanne Heijen |                    |
|  | Elke Nederlander wordt geacht de wet te kennen | 1993                | Frits Bom |                    |
|  | Enjoy Life                                     | 2010–2012 2015      | Sanne Heijen en Arno Raymakers |                    |
|  | Enjoy Life - Kidsjen                           | 2012                | Sanne Heijen en Arno Raymakers |                    |
|  | Enkele reis paradijs                           | 2010                | Herman den Blijker |                    |
|  | Erfenis Van De 20e Eeuw                        | 1999                | Ursul de Geer |                    |
|  | Er Is Zoveel Meer                              | 2005                | Irene Moors en Robert van de Broeke |                    |
|  | Eten & Daten                                   | 2008                | Mathijs Vrieze |                    |
|  | Eten & Drinken                                 | 2009                | Vivian Slingerland |                    |
|  | European Business Channel                      | 1989-1990           | | Duitstalige editie |
|  | Everybody Dance Now                            | 2013–2015           | Chantal Janzen Jury: Lieke van Lexmond, Dan Karaty en Jan Kooijman |                    |
|  | Expeditie Armoede                              | 2024                | Kim-Lian van der Meij |                    |
|  | Expeditie Robinson                             | 2019–2025           | Nicolette Kluijver (2019–), Kaj Gorgels (2019–2021), Rick Brandsteder (2022) en Art Rooijakkers (2023–2024), Edson da Graça (2025-) | Eerder op RTL 5    |
|  | Expeditie Robinson: All Stars                  | 2022                | Art Rooijakkers en Geraldine Kemper |                    |
|  | Extra                                          | 1998–1999           | Mari Carmen Oudendijk |                    |
|  | Extreem Jaloers                                | 2015                | Froukje de Both |                    |

## F
|  | Programma                             | Periode   | Presentatie/Medewerkers/Acteurs                                                                       | Opmerkingen    |
|  | ------------------------------------- | --------- | --- | -------------- |
|  | Factor 4                              | 2000      | Babette van Veen, Guusje Nederhorst, Sabine Wendel en Mike Starink                                    |                |
|  | Familie Gezocht                       | 2014      | Nance Coolen                                                                                          |                |
|  | Familie Kruys (Serie)                 | 2015–2019 | Onder andere Linda de Mol, Rop Verheijen, Hans Dagelet, Elise Schaap, Frederik Brom en Marcel Musters |                |
|  | Familie Team                          | 2012      | Mariska van Kolck en Cato-Margo Peekel                                                                |                |
|  | Family Circle                         | 2009      | Derek Ogilvie                                                                                         |                |
|  | Family Island                         | 2016 2018 | Johnny de Mol                                                                                         |                |
|  | Fashion                               | 1989–1990 | Caroline Tensen Voice-over: Chazia Mourali                                                            |                |
|  | Ferme Jongens                         | 2002      | Yvonne Kroonenberg                                                                                    |                |
|  | Fien en Teun                          | 2023-     | |                |
|  | Film- & Videonieuws Videonieuws       | 1993–1997 | Marc Jacobs (1993–1996), Irene Moors en Hans van Willigenburg                                         |                |
|  | Firma List & Bedrog                   | 2000–2001 | Irene Moors                                                                                           |                |
|  | Fit & More                            | 2020      | Jorn van Vrijaldenhoven                                                                               |                |
|  | Five Days Inside                      | 2020      | Angela Groothuizen, Natasja Froger en Caroline Tensen                                                 | Later op RTL 5 |
|  | Flora Magazine                        | 1992–1994 | Rob Verlinden (1992–1994), Anniko van Santen (1992–1993) en Manon Thomas (1993–1994)                  |                |
|  | Follow That Dream: Alles Voor De Band | 2000      | Manuëla Kemp Met medewerking van Rob Bolland en Ferdi Bolland                                         |                |
|  | Food & Fit                            | 2006–2008 | Sybrand Niessen en Caspar Bürgi                                                                       |                |
|  | Foodmakers                            | 2017      | Jet van Nieuwkerk                                                                                     |                |
|  | Fortuinlijke Vrouwen (Serie)          | 2011      | Madelon Mijnster, Merlin Melles, Susanna Koning en Lydia Groenveld                                    |                |
|  | For you modemagazine                  | 1993–1994 | Leontine Ruiters                                                                                      |                |
|  | Fout & Nieuw                          | 2018      | Beau van Erven Dorens en Luuk Ikink                                                                   |                |
|  | Fout maar goud                        | 2022      | Chantal Janzen Teamleiders: Gerard Joling en Marieke Elsinga                                          |                |
|  | Frank & Rogier Checken in             | 2020      | Frank Jansen en Rogier Smit                                                                           |                |
|  | Frans Duijts: Leef Je Droom           | 2010      | Onder andere Frans Duijts                                                                             |                |
|  | Fris & Chips                          | 2000      | Peter Jan Rens                                                                                        |                |

## G
|  | Programma                             | Periode   | Presentatie/Medewerkers/Acteurs | Opmerkingen                                  |
|  | ------------------------------------- | --------- | --- | -------------------------------------------- |
|  | Ga Toch Fietsen!                      | 1998      | Joep Sertons |                                              |
|  | Gaan Met Die Banaan                   | 1989–1990 | Patty Brard |                                              |
|  | Game Of Talents                       | 2021      | Julie Van den Steen en Tijl Beckand |                                              |
|  | Game Ville                            | 2008–2009 | Corine Boon |                                              |
|  | Geef Mij Nu Je Angst                  | 2014      | Irene Moors |                                              |
|  | Geef Nooit Op                         | 1991–1999 | Peter Jan Rens |                                              |
|  | Geen Cent Te Makken                   | 2004–2006 | Peter van der Vorst en Marieke Henselmans |                                              |
|  | Geer & Goor: Effe geen cent te makken | 2013      | Gerard Joling en Gordon |                                              |
|  | Geer & Goor: Gaan toch nog effe door  | 2013      | Gerard Joling en Gordon |                                              |
|  | Geer & Goor: Stevig gebouwd           | 2017      | Gerard Joling en Gordon |                                              |
|  | Geer & Goor: waarheen, waarvoor?      | 2014      | Gerard Joling en Gordon |                                              |
|  | Geer & Goor: Zoeken een hobby!        | 2016      | Gerard Joling en Gordon |                                              |
|  | Gekkenhuis                            | 1999–2000 | Reinout Oerlemans |                                              |
|  | Geld Ligt Op Straat                   | 1996      | Inge Ipenburg |                                              |
|  | Geldwijzer                            | 1992      | Koos Postema |                                              |
|  | Gelukkig je bent er                   | 2006      | Carlo Boszhard Vaste acteurs: Vincent Moes, Howard van Dodemont, Nicole Berendsen, Ger Otte, Roos Drenth en Rutger le Poole |                                              |
|  | Gemaakt in Nederland                  | 2019      | Katja Schuurman en Tijl Beckand |                                              |
|  | Gênante Tanden                        | 2016      | Froukje de Both |                                              |
|  | Gepest!                               | 2011–2012 | Peter van der Vorst |                                              |
|  | Geraldine & De Vrouwen                | 2020      | Geraldine Kemper |                                              |
|  | Geubels & De Hollanders               | 2020      | Philippe Geubels |                                              |
|  | Gevaar op de weg                      | 1999–2002 | Allard Kalff |                                              |
|  | Gevaar Op Het Water                   |           | Allard Kalff |                                              |
|  | Gevonden Geld                         | 2002      | Manuëla Kemp en Sybrand Niessen |                                              |
|  | Gewoon Mooier                         | 2006–2012 | Corine Boon (2006–2009), Vivian Slingerland (2010–2012) |                                              |
|  | Gezond & Wel                          | 1993–1996 | Myrna Goossen (1993–1994), Marceline Schopman (1994–1995) en Hans van Willigenburg (1995–1996) |                                              |
|  | Gezondheid                            | 1991–1993 | Loretta Schrijver (1991–1992), Han Peekel (1991–1992), Manuëla Kemp (1992–1993) en Myrna Goossen (1993) |                                              |
|  | Gezond, Mooi & Gelukkig               | 2011      | Winston Post en Josefine van Asdonk |                                              |
|  | Gezond op Straat                      | 2010      | Marke de Jong Met medewerking van Jan Stenissen (huisarts) en Emma Vogels-Giesen (apotheker) |                                              |
|  | GezondTijd                            | 2023–2024 | Janneke Wittekoek (dokter/cardiologe) |                                              |
|  | Ghost Whisperer                       | 2008–2009 | Derek Ogilvie |                                              |
|  | Gieren met Goor                       | 2016      | Gordon |                                              |
|  | Gillend naar huis                     | 2007–2008 | Gordon |                                              |
|  | Glitter Glamour Gordon                | 2009      | Gordon |                                              |
|  | Go Cycling                            | 2011–2015 | Eric Bouwman (2011–2013), Saar Koningsberger (2011), Ruben Dingemans (2012–2013), Amber Teterissa (2013), Sanny Verhoeven (2013–2015), Gijs Loning (2013–2015) en Roderik Schillemans (2015)                                                                |                                              |
|  | Goede tijden, slechte tijden (Serie)  | 1990–2025 | Zie Goede tijden, slechte tijden |                                              |
|  | Goed Gevonden                         | 2018–2019 | Iris Rulkens en Ferry de Graaf |                                              |
|  | Goed Voor Elkaar                      | 2020      | Frans Bauer |                                              |
|  | Golden Girls (Serie)                  | 2012      | Onder andere Beppie Melissen, Loes Luca, Pleuni Touw en Cecile Heuer |                                              |
|  | Goodies                               | 2007      | Isa Hoes en Antonie Kamerling |                                              |
|  | Goodlife                              | 2020-2021 | Beertje van Beers |                                              |
|  | Gooische Passie                       | 2019      | Arlette Adriani Met medewerking van Nicole des Bouvrie |                                              |
|  | Gooische Vrouwen (Serie)              | 2007–2009 | Onder andere Linda de Mol, Annet Malherbe, Susan Visser, Tjitske Reidinga, Lies Visschedijk, Peter Paul Muller, Leopold Witte, Daniël Boissevain, Derek de Lint, Cystine Carreon, Beppie Melissen, Gijs Scholten van Aschat, Alex Klaasen en Marcel Musters | 2005-2007 te zien op Tien Later op Videoland |
|  | Goor Draait Door                      | 2014–2015 | Gordon |                                              |
|  | Gordon & Estelle: Weg Ermee!          | 2018      | Gordon en Estelle Cruijff |                                              |
|  | Gordon Gaat Trouwen... Maar Met Wie?  | 2017      | Gordon Host: Gerard Joling Jury: Gerard Joling, Danny Rook en Joyce Humble |                                              |
|  | Gordon in Wonderland                  | 2018      | Gordon |                                              |
|  | Gossip Quiz                           | 2003–2005 | Martijn van den Bergh en Joost van der Stel |                                              |
|  | Great Escapes                         | 1999–2000 | Michael Pilarczyk (1999) en Anneke den Hartog (2000) |                                              |
|  | GreenTech                             | 2014–2016 | Joris Putman |                                              |
|  | Grenzeloos Wonen                      | 2015–2016 | Voice-over: Zeno Groenewegen |                                              |
|  | Grijpstra & De Gier (Serie)           | 2004–2007 | Onder andere Jack Wouterse, Roef Ragas, Waldemar Torenstra, Jasper van Overbruggen, Anniek Pheifer, Manoushka Zeegelaar Breeveld, Annick Boer, Lex van Delden en Frans de Wit                                                                               |                                              |
|  | Grillmasters                          | 2015–2016 | Martijn Krabbé (2015) en Ruben Nicolai (2016) Jury: Herman den Blijker en Jord Althuizen |                                              |
|  | Groene Handen                         | 2017      | Lodewijk Hoekstra, Hugo Kennis (kok) en Sarah Dikker (bloemen- en plantenstyliste) |                                              |
|  | Groeten uit 19xx                      | 2018–2019 | Kasper van Kooten (2018) en Natasja Froger (2019) |                                              |
|  | GTST Quiz                             | 1997 2014 | Carlo Boszhard (1997, 2014) en Ruud Feltkamp (2014) |                                              |
|  | Gypsy Girls                           | 2012      | Voice-over: Marcel de Groot |                                              |

## H
|  | Programma                                                | Periode                                 | Presentatie/Medewerkers/Acteurs | Opmerkingen                |
|  | -------------------------------------------------------- | --------------------------------------- | --- | -------------------------- |
|  | Hai Society                                              | 2021                                    | Jaïr Ferwerda |                            |
|  | Hart van de Stad                                         | 1995                                    | Patty Brard |                            |
|  | Hart van Goud                                            | 2022                                    | Stephanie Tency, Chahid Charrak (Dutch Performante) en Joey Neve |                            |
|  | Health Angels                                            | 2008–2010                               | Chimène van Oosterhout (2008–2009), Natasha van den Brand Horninge (2010), Kim Kötter (2010), Desirée Paulus (coach) en Anne Roelofsen (huisarts) |                            |
|  | Health, Body & Care                                      | 1995–1996                               | Romilde Appel en Petey de Quay |                            |
|  | Heartbreak Hotel                                         | 1997–1999                               | Reinout Oerlemans |                            |
|  | Heb Ik Dat?                                              | 1996–2001                               | Marc Klein Essink |                            |
|  | Heel Holland Woont                                       | 2021–2023                               | Loes Vork |                            |
|  | Hei Elei Kuck Elei                                       | 1989-1991                               | Jean Octave | Luxemburgs                 |
|  | Hei Elei Journaal                                        | 1991-199?                               | | Luxemburgs, later op RTL 5 |
|  | Helden van Zuid-Afrika                                   | 2025                                    | Voice-over: Isa Hoes | [ 9 ]                      |
|  | Helemaal Gek Van...                                      | 2019–2020                               | Aukje van Ginneken |                            |
|  | Helemaal het einde! (serie)                              | 2017–2018                               | |                            |
|  | Help, mijn man heeft een Hobby!                          | 2008–2011                               | John Williams |                            |
|  | Help, mijn man is Klusser!                               | 2005–2009 2011–0000                     | John Williams |                            |
|  | Help, ons kind is te dik                                 | 2011–2012                               | Nicolette van Dam Met medewerking van Marije van Asdonk (2011) en Ingrid Stieber (obesitascoach) (2012) |                            |
|  | Help onze dochter aan de man                             | 2014                                    | Gordon |                            |
|  | Hemel op paarden                                         | 2000–2001                               | Frank la Croix en Nikki la Croix-Huisman |                            |
|  | Henny's House Party                                      | 1998                                    | Henny Huisman en Lucille Werner Met medewerking van Tonny Eyk |                            |
|  | Herman den Blijker: Kerst Zonder Herrie                  | 2010                                    | Herman den Blijker |                            |
|  | Herman gaat ver                                          | 2012 2014                               | Herman den Blijker |                            |
|  | Herman Helpt                                             | 2006 2008                               | Herman den Blijker |                            |
|  | Herman Special: Koken met Kerst                          | 2009                                    | Herman den Blijker |                            |
|  | Herman Tegen De Rest                                     | 2019                                    | Herman den Blijker |                            |
|  | Herman Zoekt Kerststerren                                | 2011                                    | Herman den Blijker en Martijn Krabbé |                            |
|  | Herman & Martijn: Op De Proef Gesteld                    | 2015–2016                               | Herman den Blijker en Martijn Krabbé |                            |
|  | Herman's Kookeiland                                      | 2010                                    | Herman den Blijker |                            |
|  | Herman's Passie voor Eten                                | 2011–2013                               | Herman den Blijker |                            |
|  | Herman’s Pop-up Restaurant                               | 2019                                    | Herman den Blijker en Willem Reimers |                            |
|  | Herman's Restaurant School                               | 2011                                    | Herman den Blijker |                            |
|  | Herrie aan de Horizon                                    | 2008–2009                               | Herman den Blijker |                            |
|  | Herrie Gezocht                                           | 2009 2011                               | Herman den Blijker |                            |
|  | Herrie in De Druiventros                                 | 2017                                    | Herman den Blijker en Willem Reimers |                            |
|  | Herrie in de keuken!                                     | 2010–2011 2013                          | Herman den Blijker |                            |
|  | Herrie in het Hotel                                      | 2007 2010–2011                          | Herman den Blijker en Willem Reimers |                            |
|  | Herrie in Hotel Spaander                                 | 2015                                    | Herman den Blijker en Willem Reimers |                            |
|  | Herrie In Je Huiskamer                                   | 2010                                    | Herman den Blijker |                            |
|  | Herrie Met Sterren                                       | 2009                                    | Herman den Blijker en Winston Gerschtanowitz Met medewerking van Willem Reimers Bekende Nederlanders: Robert ten Brink, Edsilia Rombley, Jeroen van der Boom, Jeroen Nieuwenhuize, Simon Keizer, Nick Schilder, Connie Breukhoven, Quinty Trustfull, Lieke van Lexmond en Lenette van Dongen |                            |
|  | Herrie op De Bosbaan                                     | 2016                                    | Herman den Blijker en Willem Reimers |                            |
|  | Herrie XXL                                               | 2011                                    | Herman den Blijker Live-finale: Winston Gerschtanowitz en Martijn Krabbé |                            |
|  | Het Antoni van Leeuwenhoek – Over Leven Met Kanker       | 2025                                    | Beau van Erven Dorens | [ 10 ]                     |
|  | Het Beste Van 4                                          | 1993–1994 1997–1998                     | Sandra Reemer (1993), Viola Holt (1994), Maya Eksteen (1997) en Irene Moors (1998) |                            |
|  | Het Beste Van Got Talent Worldwide!                      | 2012–2013 2014 2018 2020                | Peter van der Vorst (2012–2013), Chantal Janzen (2014), Dan Karaty (2018) en Humberto Tan (2020) |                            |
|  | Het Beste Voor Je Kind                                   | 2017                                    | Froukje de Both |                            |
|  | Het Club van Sinterklaas Feest                           | 2009–2011                               | Winston Gerschtanowitz (2009), Frans Bauer (2010) en Nicolette van Dam (2009–2011) |                            |
|  | Het Collectief Geheugen                                  | 2015–2016                               | Chantal Janzen Teamleiders: Jan Jaap van der Wal en Diederik Ebbinge |                            |
|  | Het December Nieuws                                      | 2018                                    | Miljuschka Witzenhausen en Kaj Gorgels |                            |
|  | Het Familieportret                                       | 2010–2012                               | Esther Duller (2010–2011) en Mariska Hulscher (2012) |                            |
|  | Het Goede Buitenleven                                    | 2022–0000                               | Peter Bouw (tuinarchitect, 2022-0000), Jeremy Vermolen (BBQ-chef, 2022) / Niels Runderkamp (outdoor-chef, 2023-0000), Merel Bouw (2025-0000) |                            |
|  | Het Is Hier Geen Hotel                                   | 2016                                    | Natasja Froger Met medewerking van Willem Reimers |                            |
|  | Het Italiaanse Dorp: Ollolai (serie)                     | 2018                                    | Voice-over: Jeroen Kijk in de Vegte |                            |
|  | Het Jaar van Máxima                                      | 2002                                    | Peter van der Vorst |                            |
|  | Het KerstSterrenCircus                                   | 2008–2009                               | Wendy van Dijk (2008–2009), Beau van Erven Dorens (2008) en Najib Amhali (2009) |                            |
|  | Het Kinderziekenhuis                                     | 2024–2025                               | | [ 11 ]                     |
|  | Het Land Van ...                                         | 2015–2016                               | Stella Gommans |                            |
|  | Het Leven Gaat Door                                      | 1992–1993 1997–1998                     | Jaap van Meekren (1992–1993) en Vivian Boelen (1997–1998) |                            |
|  | Het Millenniumspel                                       | 2000                                    | Hans van der Togt en Ellemieke Vermolen |                            |
|  | Het Moment van de Waarheid                               | 2008–2009                               | Robert ten Brink |                            |
|  | Het Onbekende                                            | 2023–2024                               | Renze Klamer | [ 12 ] [ 13 ] [ 14 ]       |
|  | Het Oranje Fonds, De Prins En De Prinses                 | 2012                                    | Linda de Mol |                            |
|  | Het Orkest van Nederland - Op weg naar het Concertgebouw | 2014                                    | Martijn Krabbé en Dominic Seldis Jury: Tania Kross, Wibi Soerjadi, Simone Lamsma, Jan Willem de Vriend en Ronald Molendijk |                            |
|  | Het Overkomt Altijd Een Ander                            | 1998                                    | Vivian Boelen |                            |
|  | Het perfecte plaatje                                     | 2016–                                   | Tijl Beckand Jury: William Rutten en Cynthia Boll |                            |
|  | Het perfecte plaatje op reis                             | 2022–                                   | Tijl Beckand (2022–) Jury: William Rutten (2022–) & Gaby Herbstein (2022), Neo Ntsoma (2023), Aline Deschamps (2024), Gaia Squarci (2025) |                            |
|  | Het Rotterdam Project                                    | 2018                                    | Beau van Erven Dorens |                            |
|  | Het Spaanse Dorp: Polopos (serie)                        | 2019                                    | Voice-over: Jeroen Kijk in de Vegte |                            |
|  | Het Spaanse Dorp: Zarra (serie)                          | 2023                                    | Voice-over: Eddy Zoëy |                            |
|  | Het Spaanse Leven                                        | 2021                                    | Stephanie Tency |                            |
|  | Het Spijt Me                                             | 1993–1999 2011–2012 2019                | Caroline Tensen (1993–1999, 2019), John Williams (2011–2012) |                            |
|  | Het Staatslot Op Locatie                                 | 1994–2000                               | Mariska Hulscher (1994), Myrna Goossen, Chiel van Praag, Daniëlle Overgaag (allen 1998-?), Babette van Veen (1999), Patricia Rietveld, Nova van Dijk (beiden 1999-2000) en Judith Ansems |                            |
|  | Het Swingpaleis                                          | 1998                                    | Manuëla Kemp |                            |
|  | Het Wakend Oog                                           | 1999                                    | Sjaak Bral |                            |
|  | Het Zesde Zintuig                                        | 2006–2009                               | Beau van Erven Dorens (2006–2009) en Robert ten Brink (2009) |                            |
|  | Het Zesde Zintuig Internationaal                         | 2011                                    | Robert ten Brink (2011) en Derek Ogilvie (2011) |                            |
|  | Het Zesde Zintuig Plaats Delict                          | 2012–2013                               | Lieke van Lexmond (2012–2013) |                            |
|  | Het Zijn Net Mensen                                      | 2014 2016–2018 2020                     | Paul de Leeuw (2014), Humberto Tan (2016-2020) Met medewerking van Arjan Postma (dierenkenner) Teamleiders: Marc-Marie Huijbregts, Richard Groenendijk (beide 2014–2015), Najib Amhali (2016–2018), Philippe Geubels (2016–2017), Martijn Koning (2018-2020), Jeroen van Koningsbrugge (2020) |                            |
|  | Het Zit In De Familie                                    | 2019                                    | Lieke van Lexmond |                            |
|  | Het Zonnetje in Huis (serie)                             | 1995–2003                               | Onder andere John Kraaykamp, John Kraaykamp jr., Martine Bijl, Pieter Lutz, Coby Timp, Hero Muller, Marjolijn Touw, Ella Snoep, Sacco van der Made, Dana Dool, Fred Velle, Huib Broos, Elsje Scherjon en Elisabeth Versluys |                            |
|  | Hey Baby!                                                | 2021                                    | Caroline Pluym |                            |
|  | Hier Moet Je Zijn!                                       | 2014                                    | Dirk Taat, Miljuschka Witzenhausen en Steffi de Pous |                            |
|  | Hitbingo                                                 | 1991–1993                               | Irene Moors, Carlo Boszhard (beide 1991–1992) en Caroline Tensen (1992–1993) |                            |
|  | Hits Uit Holland                                         | 1989–1990                               | Caroline Tensen |                            |
|  | Hoe Maakt U Het?                                         | 2017–2018                               | Bert Kuizenga |                            |
|  | Hoe Mooi Is Jouw Straat?                                 | 2006                                    | Sylvana Simons Met medewerking van Frank Lewis (tuin- en landschapsarchitect) |                            |
|  | Hoe Schoon Is...                                         | 2013                                    | Inge Cornelisse en Sonja Cherrat |                            |
|  | Hoe Schoon Is Jouw Huis?                                 | 2004–2007                               | Marja Middeldorp en Liny van Oyen |                            |
|  | Hoe Verlies Ik Een Miljoen?                              | 1995                                    | Rolf Wouters |                            |
|  | Hoe Wordt 2010?!                                         | 2010                                    | Martijn Krabbé en Winston Gerschtanowitz |                            |
|  | Hoe Zal Ik Het Zeggen?                                   | 2019                                    | Jamai Loman |                            |
|  | Hoge Ogen                                                | 1991–1992                               | Manon Thomas |                            |
|  | Holland aan Zee                                          | 2013                                    | |                            |
|  | Holland-België                                           | 2016 2018–2020                          | Wendy van Dijk (2016), Art Rooijakkers (2018–2020) en Jonas Van Geel (2016, 2018–2020) Teamleden: Jandino Asporaat, Ruben Nicolai en Jan Jaap van der Wal (Nederland) tegen Philippe Geubels, Ruth Beeckmans en Sven De Ridder (België) (allen 2016) Teamcaptains: Ruben Nicolai (2018–2020) (Nederland), Louis Talpe (2018) en Niels Destadsbader (2020) (België)                                   |                            |
|  | Holland's Got Talent                                     | 2010–2014 2016–2017 2019–2020 2022–2024 | Robert ten Brink (2010–2014), Johnny de Mol (2016–2017), Humberto Tan (2019–2020), Jamai Loman & Buddy Vedder (2022–heden) Jury: Patricia Paay (2010–2012), Chantal Janzen (2013-2020, 2022–heden), Gordon (2010–2017), Paul de Leeuw (2019–2020), Dan Karaty (2010–2019, 2022-heden), Angela Groothuizen (2016–2020), Ali B (2020), Edson da Graça (2022–heden), Marc-Marie Huijbregts (2022–heden) |                            |
|  | Holland's Got Talent All Stars (Special)                 | 2023                                    | Jamai Loman & Buddy Vedder Jury: Chantal Janzen, Dan Karaty, Edson da Graça en Marc-Marie Huijbregts |                            |
|  | Hollands Hollywood                                       | 1998                                    | Lucille Werner en Michael Pilarczyk Met medewerking van onder andere Marc van der Linden en Eric Noomen |                            |
|  | Home Is Where the Heart Is                               | 2011                                    | Henny Huisman, Manuëla Kemp, John de Wolf en Patty Brard |                            |
|  | Honden TV                                                | 2015–2017                               | Annemarie Brüning |                            |
|  | Horse & Co                                               | 2006                                    | Anky van Grunsven |                            |
|  | Hotel de Toekomst                                        | 2011                                    | Martijn Krabbé |                            |
|  | Hotel SynDROOM                                           | 2017                                    | Johnny de Mol |                            |
|  | Hotter Than My Daughter                                  | 2011–2015 2017                          | Gordon Met medewerking van onder andere Maik de Boer (2011), Manon Meijers (2012–2015), Marissa Pronk, Barbara van Munster (2013–2015), Ciel Coenders (2013–2015) en Tommy Driessen (2017) | Later op RTL 5             |
|  | House Vision                                             | 2004–0000                               | John Williams (2004–2007), Stella Gommans (2004–2008), Tim Immers (2006–2019), Quinty Trustfull (2006–2008), Jet Sol (2007), Koert-Jan de Bruijn (2008–2009, 2019–heden), Evelyn Struik (2008–2014), Natasha van den Brand Horninge (2008–2009), Chimène van Oosterhout (2013–2014), Wytske Kenemans (2015), Nana Piguillet-Appiah (2016–heden)                                                      |                            |
|  | Huizenruilers                                            | n.n.b.                                  | John Williams Met medewerking van Daan Alferink en Roos Reedijk (interieurstylisten) |                            |
|  | Humberto                                                 | 2021–2025                               | Humberto Tan Verslaggever: Jaïr Ferwerda |                            |
|  | Humberto à Paris                                         | 2024                                    | Humberto Tan Reporters: Frank Evenblij, Tess Lieder-Wester en Irene Schouten |                            |
|  | Humberto Op Zaterdag                                     | 2022–2023                               | Humberto Tan | [ 15 ] [ 16 ]              |
|  | Humberto Op Zondag                                       | 2022–2023                               | Humberto Tan |                            |
|  | Humberto Tan en Plekken Om Nooit Te Vergeten             | 2025                                    | Humberto Tan |                            |

## I
|  | Programma                       | Periode                         | Presentatie/Medewerkers/Acteurs | Opmerkingen    |
|  | ------------------------------- | ------------------------------- | --- | -------------- |
|  | I Can See Your Voice            | 2020–2024                       | Carlo Boszhard Panelleden: Marieke Elsinga (2020–2024), Fred van Leer (2020–2024), Jeroen van Koningsbrugge (2020), Ronnie Flex (2020), Najib Amhali (2020), Samantha Steenwijk (2020), Edsilia Rombley (2021–2024), Danny de Munk (2021–2024), Miljuschka Witzenhausen(2022) |                |
|  | IC (Serie)                      | 2002 2004                       | Onder andere Mark Rietman, Irma Hartog, Hymke de Vries, Jeroen van Koningsbrugge, Terence Schreurs en Nyncke Beekhuyzen |                |
|  | Idols                           | 2002–2008                       | Reinout Oerlemans, Tooske Breugem (beide 2002–2004), Martijn Krabbé (2005–2008), Chantal Janzen (2005–2006) en Wendy van Dijk (2007–2008) Jury: Henkjan Smits (2002–2006), Eric van Tijn (2002–2008), Jerney Kaagman (2002–2008), Edwin Jansen (2002–2004), John Ewbank (2007–2008) en Gordon (2007–2008) | Later op RTL 5 |
|  | Iedereen Had Het Erover         | 2019, 2021                      | Art Rooijakkers |                |
|  | Iedereen is gek op Jack (Serie) | 2011–2012                       | Onder andere Linda de Mol, Jeroen van Koningsbrugge, Beppie Melissen, Kees Hulst, Tjebbo Gerritsma, Matthijs Wind, Han Römer, Edda Barends, Yfke Wegman, Jesse Jansen en Merijn Jansen |                |
|  | Ik BBQ Voor Jou!                | 2016–2018                       | Koert-Jan de Bruijn en Ralph de Kok |                |
|  | Ik Ben Saunders (Serie)         | 2011                            | Ben Saunders |                |
|  | Ik Ga Op Reis En Ik Neem Mee…   | 2018                            | Caroline Tensen, Quinty Trustfull en Martijn Krabbé |                |
|  | Ik Hou van Holland              | 2008–2016, 2019-2020, 2022-2023 | Linda de Mol Teamcaptains: Jeroen van Koningsbrugge (2008–2016), Beau van Erven Dorens (2008–2009), Peter Heerschop (2009–2010), Guus Meeuwis (2011–2016) en Irene Moors (2009, 2010; incidenteel) |                |
|  | Ik Kan Het Niet Alleen          | 2013                            | Peter van der Vorst |                |
|  | Ik Kom Bij Je Eten              | 2009–2012                       | 2009: Nicolette van Dam, Froukje de Both, Mark van Eeuwen, Lieke van Lexmond, Winston Gerschtanowitz, Vivian Slingerland, Evelyn Struik, Jessica Mendels, Quinty Trustfull, Koert-Jan de Bruijn, Rick Brandsteder, Jamai Loman, Irene Moors, Derek Ogilvie, Peter van der Vorst, Angela Groothuizen, Sander Janson, Nikkie Plessen en Harm-Jan Bloem 2010: Nicolette van Dam, Froukje de Both, Mark van Eeuwen, Lieke van Lexmond, Winston Gerschtanowitz, Vivian Slingerland, Evelyn Struik, Jessica Mendels, Quinty Trustfull, Koert-Jan de Bruijn, Rick Brandsteder, Jamai Loman, Irene Moors, Bridget Maasland, Jan Kooijman, Leco van Zadelhoff en Harm-Jan Bloem 2011: Nicolette van Dam, Vivian Slingerland, Quinty Trustfull, Koert-Jan de Bruijn, Rick Brandsteder, Jan Kooijman, Bridget Maasland, Patricia Paay, Sander Janson, Sandra Schuurhof, Froukje de Both, Maik de Boer en Harm-Jan Bloem 2012: Vivian Slingerland, Quinty Trustfull, Koert-Jan de Bruijn, Evelyn Struik, Winston Gerschtanowitz, Rick Brandsteder, Maik de Boer, Gijs Staverman, Sander Janson, Natasja Froger, Jan Kooijman, Angela Groothuizen, Nicolette van Dam, Froukje de Both, Lieke van Lexmond, Patty Brard, Patricia Paay, Bridget Maasland, Ruben van der Meer, John Williams en Harm-Jan Bloem |                |
|  | Ik Kook, Wie Eet Er Mee?        | 2013                            | Niven Kunz |                |
|  | Ik Mis Je Zo                    | 1996                            | Viola Holt |                |
|  | Ik wed dat ik het kan!          | 2008–2009                       | Carlo Boszhard en Nicolette van Dam |                |
|  | Ik weet er alles van!           | 2019–2026                       | Ruben Nicolai |                |
|  | Ik weet er alles van! Junior    | 2021–2023                       | Ruben Nicolai |                |
|  | Ik weet er alles van! VIPS      | 2020–2022                       | Ruben Nicolai |                |
|  | Ik Zoek Een Baan                | 2014–2015                       | Nadia-Jane Bristoll |                |
|  | Ik Zorg Voor Jou                | 2016                            | Peter van der Vorst |                |
|  | Ik Zou Wel Eens Willen Weten    | 2015 2019–2020                  | Frank Derijcke (2015, 2019), Margje Teeuwen (2015), Suzanne Spliethoff (2019), Carolien ter Linden (2019), Mounira Mansour (2019–2020), Jihane El Fahidi (2019–2020), Leonie Hesselink (2019–2020) en Naomi Kok Luís (2019–2020) Gastpresentatoren: Erwin Ploeg (2019), Cheryl Mauer (2019), John-Paul Chacon (2019), Soumia Abalhaja (2019), Jorrit Visje (2019) en Claudia Nelisse (2019) |                |
|  | Il Dolce Far Niente             | 2021–2022                       | Hugo Kennis |                |
|  | In De Apotheek                  | 2012–2013                       | Mark Barendregt & Petra Hoogland (2013) Voice-over: Boet Schouwink (2012–2013) |                |
|  | In De Stoel                     | 2016                            | Marjolein Keuning |                |
|  | In De Voetsporen Van Dr. Pol    | 2019                            | Nicolette Kluijver Met medewerking van dr. Pol & familie Pol |                |
|  | In Holland Ligt Een Tuin        | 2001–2004                       | Martijn Krabbé |                |
|  | In Holland Staat Een Huis       | 1999–2006                       | Martijn Krabbé |                |
|  | In Je Recht                     | 2004–2006                       | Chazia Mourali |                |
|  | Intuïtie                        | 2011                            | Martine Hauwert |                |
|  | Is Er Een Dokter In De Zaal?    | 2019                            | Philippe Geubels |                |
|  | Isola di Beau                   | 2022                            | Beau van Erven Dorens |                |
|  | It Takes 2                      | 2016–2018                       | Chantal Janzen (2016), Gordon Heuckeroth (2016–2018) en Jamai Loman (2017–2018) Jury: Angela Groothuizen (2016–2018), Roel van Velzen (2016), John Ewbank (2016), Nielson (2017), Gerard Ekdom (2017–2018) en Ronnie Flex (2018) Coaches: Waylon (2016–2017), Glennis Grace (2016–2017), Trijntje Oosterhuis (2016–2018), Romy Monteiro (2018) en Marcel Veenendaal (2018) |                |

## J
|  | Programma                                                  | Periode         | Presentatie/Medewerkers/Acteurs | Opmerkingen |
|  | ---------------------------------------------------------- | --------------- | --- | ----------- |
|  | Ja, Ik Wil Een Miljonair!                                  | 2000            | Carlo Boszhard |             |
|  | Ja, Ik Wil… Een Taart                                      | 2016            | John Williams en Miljuschka Witzenhausen (jurylid) |             |
|  | Ja, Wij Willen!                                            | 2014            | Anouk van Schie en Harold Verwoert |             |
|  | Jaap Aap Show                                              | 1991            | André van Duin |             |
|  | Janzen & Van Dijk                                          | 2017            | Chantal Janzen en Wendy van Dijk |             |
|  | Je Echte Leeftijd                                          | 2003–2004       | John Williams, Sylvana Simons (beide 2003), Minoesch Jorissen, Bouke de Boer en Marjolein Meyer (allen 2004) |             |
|  | Je Gaat Het Maken                                          | 2019–2020, 2022 | Pernille La Lau |             |
|  | Je Kent Me Toch Schat?                                     | 2019            | Robert ten Brink en Vivienne van den Assem |             |
|  | Je Lijf, Je Leven                                          | 2008–2012 2014  | Floor Oosterwijk (huisarts) (2008–2009, 2011–2012), Morijntje Schröder (dokter) (2009–2011, 2012) en Janneke Wittekoek (cardiologe) (2014) |             |
|  | Jeroen In California - Songs Of Life                       | 2016            | Jeroen van Koningsbrugge |             |
|  | Jetsetters                                                 | 2005–2006       | Myrna Goossen en Stella Gommans |             |
|  | Jij Maakt Het Verschil                                     | 2019            | Ruud Feltkamp |             |
|  | Jinek                                                      | 2020–2023       | Eva Jinek Verslaggever: Jaïr Ferwerda Sidekick (nieuwsduider): Roelof Hemmen (2022–2023), Merel Westrik (invaller, 2022–2023) |             |
|  | Jinek & RTL Nieuws: De Strijd om de Kiezer                 | 2021            | Eva Jinek Sidekicks: Pepijn Crone en Antoin Peeters Verslaggevers: Jaïr Ferwerda, Robin van Hijfte en Sander Paulus |             |
|  | Jo Frost: Nanny On Tour                                    | 2015–2016       | Jo Frost |             |
|  | John Kraaijkamp Musical Awards Gala                        | 2000–2004 2011  | Hans van Willigenburg (2000–2003), Tooske Ragas (2004), Carlo Boszhard en Irene Moors (beide 2011) |             |
|  | Johnny in Oranje                                           | 2014            | Johnny de Mol |             |
|  | Johnny into the Wild                                       | 2017            | Johnny de Mol |             |
|  | John van den Heuvel Special: De Mannen van de Anti-terreur | 2016            | John van den Heuvel |             |
|  | Jong Geleerd                                               | 2007            | Irene Moors en Carlo Boszhard |             |
|  | Jouw Vrouw, Mijn Vrouw: VIPS                               | 2013–2015       | 2013: Henk Schiffmacher en Louise Schiffmacher, Kim Kötter en Jaap Reesema, Pauline Wingelaar en Harmen Bisschop van Tuinen, Bert van der Veer en Judith Osborn, Mick Harren en Pascale Harren, Willibrord Frequin en Gesina Lodewijkx, Andy van der Meijde en Melisa Schaufeli, Gaston Starreveld en Marisia Smid, Nelli Cooman en Ronald Rosien, Rosalie van Breemen, Dries Roelvink en Honoria Roelvink, Mylène de la Haye en Fedde Sjoerdsma 2014: Manuëla Kemp en Tjerk Lammers, Sylvia Geersen en Ashur Thomas, Robert Schoemacher en Claudia Schoemacher, Arie Ribbens en Cea Ribbens, Christina Curry en Ryanne van Dorst, Heleen van Royen en Bart Meeldijk, Tony Wyczynski en Yildiz, Dick Jol en Zaklina, Nathalie Makoma en Jean-Claude Atamboto, Alice Zegerius en Michael Overdiek, Keizer en Samiëra, Paul Haarhuis en Anja Haarhuis, Johannes Rypma en Carmen Albada, Bobbi Eden en Marq Laurenz 2015: Emile Ratelband en Gitta de Wit, Glenn Helder en Jara van Kesteren, Jake Hampel en Lydia Hampel, Adelheid Roosen en Titus Muizelaar, Peter Jan Rens en Virginia van Eck, Rob Geus en Suzanne Ozek |             |
|  | Judas (Serie)                                              | 2019            | Onder andere Rifka Lodeizen, Gijs Naber, Marit van Bohemen, Bas Keijzer, Carry Tefsen, Bianca Krijgsman, Rosa Reuten, Kees Boot, Ronald Top, Sandra Mattie, Kirsten Mulder, Peter van de Witte, Han Kerckhoffs, Frieda Barnhard, Minne Koole, Roos Wiltink en Tim Seumer |             |
|  | Jul en Julia                                               | 2023            | |             |
|  | Jukebox                                                    | 1989–1990       | Caroline Tensen en Wessel van Diepen |             |
|  | Jungle TV                                                  | 1997            | Frans van Deursen |             |

## K
|  | Programma                                     | Periode                       | Presentatie/Medewerkers/Acteurs | Opmerkingen   |
|  | --------------------------------------------- | ----------------------------- | --- | ------------- |
|  | Kaft                                          | 2004                          | Sylvana Simons |               |
|  | Kampeer TV                                    | 2015–2018                     | Loran von Liebenstein (2015–2018), Sanny Verhoeven (2015–2016) en Fiona Yauw (2017–2018) |               |
|  | Kanjers van Goud                              | 2007–2016                     | Martijn Krabbé (2007–2016), Winston Gerschtanowitz (2007–2012, 2014–2016), Beau van Erven Dorens (2009), Caroline Tensen (2010–2015), Loretta Schrijver (2011, 2014–2015), Gaston Starreveld (2011–2016), Quinty Trustfull (2011–2016), Renate Gerschtanowitz-Verbaan (2012–2014), Ruud Gullit (2014), Nicolette van Dam (2015–2016), Humberto Tan (2015–2016) |               |
|  | Kanjers Van Kinderen: Hun Strijd Tegen Kanker | 2016                          | Nance Coolen |               |
|  | Kappersgala 1990                              | 1990                          | Sandra Reemer & Hans van der Togt | Eenmalig      |
|  | Kans Voor Een Kind                            | 1992 1994                     | 1992: Marc Klein Essink, Caroline Tensen, Rolf Wouters, Jack van Gelder, Sandra Reemer, Henny Huisman, Ron Brandsteder en Koos Postema 1994: Koos Postema, Loretta Schrijver, Peter Jan Rens, Caroline Tensen, Ron Brandsteder, Viola Holt, Hans van Willigenburg en Frits Bom |               |
|  | Karaoke Op 4                                  | 1995–1996                     | Gerard Joling |               |
|  | Kazàn Meets Masters Of Magic                  | Jaren 90                      | Hans Kazàn |               |
|  | Kees & Co (Serie)                             | 1997–2006                     | Onder andere Simone Kleinsma, Rik Hoogendoorn, Esther Roord, Amber Teterissa, Robin Tjon Pian Gi, Han Oldigs, Victor Löw. Margo Dames, Nikkie Plessen, Sascha Visser, Ella Snoep en Akkemay Elderenbos |               |
|  | Kees & Co (comeback) (Serie)                  | 2019–2020                     | Onder andere Simone Kleinsma, Chantal Janzen, Tina de Bruin, Tibor Lukács, Plien van Bennekom, Lizzy van Vleuten en Maurits van Brakel |               |
|  | Kies voor je Tanden                           | 2024                          | n.b. |               |
|  | Kiezen Of Delen                               | 2000–2001                     | Martijn Krabbé |               |
|  | Kijk Op Wonen                                 | 1997–1998 2013                | Vivian Boelen (1997–1998) Klusteam 2013: Duncan Abrahams, Bianca Ranzijn, Gaby van den Hengel en Juerd Bogaerts |               |
|  | Kind Aan Huis (Serie)                         | 1997                          | Onder andere Jules Hamel, Edda Barends, Kees Boot, Pieternel Pouwels, Lex Passchier, Annetje van Dijk, Ellen Röhrman, Paul Hoes en Frans Cappers |               |
|  | KL2020: Terug in de Lucht (Serie)             | 2020                          | |               |
|  | Klasgenoten                                   | 1990–1994 1999 2006           | Koos Postema (1990–1994), Viola Holt (1999) en Robert ten Brink (2006) |               |
|  | Klein Oranje                                  | 2006                          | Barbara Barend |               |
|  | Klein-Essink & Co                             | 1995                          | Marc Klein Essink |               |
|  | Klus Je Rijk                                  | 2011–2013                     | Mirella van Markus (2011–2012) en Sebastiaan Hoekman (2013) |               |
|  | Knallende Kurken                              | Jaren 90 2006                 | Caroline Tensen (jaren '90), Ursul de Geer (1996) en Loretta Schrijver (2006) |               |
|  | Knallen in de Horeca                          | 2012                          | Willem Reimers |               |
|  | Knappe Koppen                                 | 2025                          | | [ 17 ]        |
|  | Koffietijd                                    | 1994–2001 2006–2008 2010–2023 | 1994–2000, 2006: Mireille Bekooij en Hans van Willigenburg 2000–2001: Sybrand Niessen en Judith de Klijn 2007, 2008: Mireille Bekooij en Robert ten Brink 2010–heden: Loretta Schrijver (2010–2023), Quinty Trustfull (2010–2023), Bas Westerweel (2010), Pernille La Lau (2010–2023), Vivian Slingerland (2011–2023) en Patrick Martens (2019–2023) Invallers/Gastpresentatoren 1994–2000: onder andere Ruud ter Weijden, Ron Brandsteder, Tineke de Nooij, Daphne Deckers, Babette van Veen, Ursul de Geer, Marc Jacobs, Irene Moors, Hans van der Togt, Maya Eksteen, Julien Croiset, Vivian Boelen, Chiel van Praag, Sylvia Millecam, Jimmy Geduld, John Bernard en André van Duin Invallers/Gastpresentatoren vanaf 2010: Peter van der Vorst (2010–2011), André van Duin (als Meneer Wijdbeens) (2010), Koert-Jan de Bruijn (2010–2012), Henny Huisman (2011), Gordon (2011), Ron Brandsteder (2011), Sander Janson (2010, 2012), Patty Brard (2013), Sylvana Simons (2013), Lucille Werner (2014, 2017–2018), Anita Witzier (2019), Cilly Dartell (2019), Helga van Leur (2019), Angela Groothuizen (2019), Irene Moors (2019), Antje Monteiro (2019), Moïse Trustfull (2019), Tooske Ragas (2020) en Andrea van Pol (2020) Chefkoks vanaf 2010: Caspar Bürgi (2010–2017), Pieter Kok (2018–2020), Klaas van Winsen (2018–2020), Jigal Krant (2018–2023), London Loy (2018–2023) en Hidde de Brabander (2018–2023) Gastkoks 2010–2011: Cas Spijkers, Mathijs Vrieze, Bart van Olphen, Yvette van Boven, Petra Achtien en Cees Holtkamp | [ 18 ] [ 19 ] |
|  | Koken met Sterren                             | 1993–1996 1998–2000           | Catherine Keyl, Jon Sistermans (beide 1993–1994), Mireille Bekooij, Cas Spijkers (beide 1994–1996, 1998–2000), Paul Fagel (1998–2000) Met medewerking van Hubrecht Duijker, Mascha Hoogeboom, Pascalle Spijkers en Tanja Spijkers |               |
|  | Kokkies                                       | 2003                          | Esther Duller en Harry Mercuur (kok) |               |
|  | Kopen Of Slopen                               | 2023–2025                     | Caroline Tensen Met medewerking van Alex van Keulen (makelaar) en Britta van Egmond (architect) |               |
|  | Kopen Zonder Kijken                           | 2019–2025                     | Martijn Krabbé Met medewerking van Bob Sikkes (aannemer), Alex van Keulen (makelaar) en Roos Reedijk (interieurstyliste) Invalpresentatoren: Beau van Erven Dorens, Chantal Janzen, Ruben Nicolai, Caroline Tensen, Miljuschka Witzenhausen, Jamai Loman, Marieke Elsinga en Daphne Bunskoek (allen 2025) |               |
|  | Krabbé Staat op Straat                        | 2011                          | Martijn Krabbé |               |
|  | Kroongetuige                                  | 2017–2018                     | Monic Hendrickx |               |
|  | Kwestie van kiezen                            | 1998–2000 2011–2012           | Jeroen Pauw (1998–2000) en Rick Nieman (2011–2012) |               |

## L
|  | Programma                       | Periode         | Presentatie/Medewerkers/Acteurs | Opmerkingen      |
|  | ------------------------------- | --------------- | --- | ---------------- |
|  | Laat Ze Maar Lachen             | 1997–2007 2009  | Ron Brandsteder (1997–2007) en Robert ten Brink (2009) |                  |
|  | Ladies Only                     | 1998            | Onder andere Marjan Berk, Emma Brunt, Judith de Bruijn, Lulu Wang en Bambi Bogert |                  |
|  | Lago di Beau                    | 2022            | Beau van Erven Dorens |                  |
|  | Lang Zullen We Leven            | 2011–2012       | Geert Hoes (2011) en Koert-Jan de Bruijn (2012) |                  |
|  | Later Als Ik Groot Ben          | 2017–2019       | Jochem van Gelder |                  |
|  | Leef Je Leven                   | 2008            | Denise Koopal |                  |
|  | Leer Mij Wijn Kennen            | 2017            | Froukje de Both |                  |
|  | LEGO Masters                    | 2020–2022       | Ruben Nicolai (2020-2021), Kürt Rogiers (2020-2021), Jamai Loman (2022) en Andy Peelman (2022) Brickmasters: Bas Brederode (2020), Jonathan Bennink (2021) en Esmee Kuenen (2022) |                  |
|  | LEGO Masters: Kerstspecial      | 2020, 2022      | Ruben Nicolai (2020) en Jamai Loman (2022) Brickmaster: Jonathan Bennink |                  |
|  | LEGO Masters: Kidsspecial       | 2021            | Ruben Nicolai Brickmaster: Jonathan Bennink |                  |
|  | LEGO Masters: Out Of The Box    | 2025            | Ruben Nicolai en Kürt Rogiers |                  |
|  | Lekker in je Vel                | 2020–2022       | Sonja Silva en Suraya Baboeram Panday (2020-2021), Jeroen Slob (2021-2022) |                  |
|  | Lekker Lang Lusse (Serie)       | 1995            | Peter Lusse |                  |
|  | Lekker Op Vakantie              | 2022            | Suraya Baboeram Panday en Arlette Adriani |                  |
|  | Lekker Weg Aan Tafel            | 2011            | Evelyn Struik en René Pluijm |                  |
|  | Lekker Weg In Eigen Land        | 2013            | Stella Gommans |                  |
|  | Lenferink                       | 1999            | Jan Lenferink |                  |
|  | LETRZ                           | 2014–2015       | Jessica Mendels |                  |
|  | Let's Dance                     | 2009            | Irene Moors en Carlo Boszhard Jury: Angela Groothuizen, Willeke Alberti (eenmalig i.p.v. Groothuizen), Stanley Burleson en Albert Verlinde |                  |
|  | Let's Get Married               | 2011            | Winston Gerschtanowitz |                  |
|  | Let's Get Spanish               | 2022            | |                  |
|  | Let's Have A Party              | 1993            | Hans Kazàn |                  |
|  | Lief & Leed                     | 1994–1997       | Maya Eksteen (1994–1996) en Mylène de la Haye (1996–1997) |                  |
|  | Liefde Op Het Eerste Gezicht    | 1991–1996       | Rolf Wouters (1991–1995), Caroline Tensen (1991) en Carlo Boszhard (1996) |                  |
|  | Lieve Frogers                   | 2020            | Natasja Froger, René Froger, Natasja Froger, Danny Froger, Maxim Froger en Didier Froger |                  |
|  | Life & Cooking                  | 2000–2009       | Carlo Boszhard en Irene Moors Chefkoks: Rudolph van Veen (2000–2005), Vincent van Essen (2005–2007) en Robert Verweij (2007–2009) Met medewerking van onder andere Maik de Boer, Gerard Joling, Mary Borsato en Maurice Kroon |                  |
|  | Life 4 you                      | 2009–2015       | Irene Moors (2009–2015), Carlo Boszhard (2009–heden) en Loretta Schrijver (eenmalig in 2015) Chefkoks: Rudolph van Veen (2009–2012) en Sandra Ysbrandy (2012–2015) Met medewerking van Joey Ferre (2012–2013) en Barbara Straathof (2014–2015) |                  |
|  | Life is Beautiful               | 2013–2023       | Erik-Alexander Richter (2013–2016), Mariëlle Bastiaansen (2013), Golda Doof (2014–2015), Frank Derijcke (2014), Myrna Goossen (2014–2015, 2017–2018), Sophia de Boer (2014–2016), Bart Bosch (2015), Jeroen van Beek (2015–2016), Angela Hoogeveen (2015–2016), Mounira Mansour (2016–2020), Lorraine Vestering (2016), Jim Geduld (2016), Winston Post (2016–2017), Chimène van Oosterhout (2016–2018), Laurien Verstraten (2017–2019), Carolien ter Linden (2017–2021), Anne Fleuren (2017–2018), Marijke Dikkerboom (2017), Marisha Stepanian (2017), Koert-Jan de Bruijn (2018–2019), Suzanne Spliethoff (2017–2019), Anne-Marie van Leggelo-van den Berkmortel (2018–2019), Ferry de Graaf (2019–2021), Arlette Adriani (2020-2021), Michael Bakker (2021-2023), Melissa Sneekes (2022), Caroline Pluym (2022-), Corine Boon (2022) Met medewerking van Lisette Rovers, Coen van der Kraan en Pim Haaksman (allen kok) (allen in 2013) |                  |
|  | Life Is Beautiful: Special      | 2018            | Anne-Marie van Leggelo-van den Berkmortel, Susanne Spliethoff en Carolien ter Linden |                  |
|  | Life Laundry                    | 2003            | Mabel van den Dungen en Cas Stuyf |                  |
|  | Lifestyle Exclusief             | 1996–1997       | Vivian Boelen en Petey de Quay |                  |
|  | LifestyleXperience              | 2011–2018       | Kevin Brouwer (2011–2014), Anouk van Schie (2011–2013), Iris Rulkens (2011–2018), Charlotte Labee (2011–2012), Anouk van Kooijk (2012–2014), Jeroen Smits (2012–2014), Harold Verwoert (2012–2014), Wendy-Kristy Hoogerbrugge (2012–2018), Jasmine Sendar (2012–2013), Sammy Vinke (2013–2014), Nana Piguillet-Appiah (2013–2016), Marie-Jeanne Smithuis (2013), Stephanie Tency (2013–2015), Jaap Strijker (2013), Geerteke van Lierop (2013), Ferry de Graaf (2013–2015, 2017–2018), Sharon Pieksma (2013), Marian Dang (2013), Dagmar Lap (2014–2015), Chantalle Sampat (2014), Jeroen Post (2014–2015, 2018), Sander Foppele (2015–2016), Soesja Del Monte Lyon (2015–2016), Nathalie den Dekker (2015–2017), Elisa van der Meiden (2015–2017), Anouk de Pater (2016), Geert Hoes (2016), Liselotte de Groot (2016–2018), Samantha Klumper (2016–2017) en Erik Burgers (2016–2018)                                                      | Eerder bij RTL 5 |
|  | Lijn 4                          | 2001–2007       | Doesjka Dubbelt (2001–2007), John Williams (2001–2004), Stella Gommans (2002–2003), Gaby van Nimwegen (2001–2004), Jaco Kirchjunger (2001–2002), Mike Starink (2002–2005), Monique Hugen (2004), Marilou le Grand (2003–2005), Joost van der Stel, Michiel Akkerman (2004–2005), Nick Nielsen (2005–2007), Kristina Bozilovic (2005–2006), Sanne Heijen (2006), Susan Blokhuis (2007) Belspel Lijn 4: Martine Hauwert (2007) |                  |
|  | Linda's Zomerweek               | 2013–2018       | Linda de Mol |                  |
|  | Little Big Stars                | 2017            | Najib Amhali |                  |
|  | Live Op 4                       | 2006–2008       | Denise Koopal, Caroline Sonneveld en Kevin Brouwer |                  |
|  | Lodewijks Droomtuinen           | 2022–0000       | Lodewijk Hoekstra |                  |
|  | Lodewijks Groene Geluk          | 2021–0000       | Lodewijk Hoekstra en Helga van Leur |                  |
|  | Looking Good                    | 2002–2008       | Mariska Hulscher (2002–2006), visagiste/haarstyliste Mariëlle Bastiaansen (2004–2008), styliste Dyanne Beekman (2002–2004), stylist Maik de Boer (2004–2006), stylist Philip de Liever (2007–2008) en visagist Thijs Willekes (2007–2008) |                  |
|  | Look Of Love                    | 2010–2011       | Robert ten Brink en Dyanne Beekman |                  |
|  | Lopen Over Water                | 2010            | Bas Westerweel Voice-over: Bas Westerweel en Marceline Schopman |                  |
|  | Los Het Op!                     | 2025            | Daphne Bunskoek en Jeroom Snelders |                  |
|  | Lotto Weekend Miljonairs        | 2006–2008       | Robert ten Brink |                  |
|  | Lotto's Onvergetelijke Zaterdag | 2010            | Carlo Boszhard |                  |
|  | Lotto's Onvergetelijke Zondag   | 2010            | Robert ten Brink |                  |
|  | Love Hurts (Serie)              | 2013            | Onder andere Susan Visser, Mattijn Hartemink, Marian Mudder, Caya de Groot, Katrien van Beurden, Chris Tates, Vincent Croiset en Marike van Weelden |                  |
|  | Love is in the Air!             | 2012–2019, 2022 | Robert ten Brink |                  |
|  | LUBACH                          | 2025–0000       | Arjen Lubach |                  |
|  | LUBACH: Dit Was De Week         | 2025–0000       | Arjen Lubach |                  |
|  | Lucky Letters                   | 1997–2001       | Victor Reinier |                  |
|  | Lunchroom                       | 2002–2003       | Christine van der Horst Invallers: John Williams, Doesjka Dubbelt, Mike Starink, Stella Gommans, Smadar Monsinos, Marilou le Grand en Sanne Heijen |                  |
|  | LXRY TV                         | 2014            | Yves Gijrath | Eerder op RTL 7  |

## M
|  | Programma                                            | Periode             | Presentatie/Medewerkers/Acteurs | Opmerkingen      |
|  | ---------------------------------------------------- | ------------------- | --- | ---------------- |
|  | Magic and Mystery Moments                            | 1998                | Hans Kazàn |                  |
|  | Mag het iets meer zijn? (Serie)                      | 1990–1992           | Onder andere Willeke van Ammelrooy, Marnix Kappers, Sylvia Holstijn, Mylène d'Anjou, Edda Barends, Hans Breetveld en Kitty Janssen |                  |
|  | Make Up Your Mind                                    | 2021–2025           | Carlo Boszhard Teamcaptains: Nikkie de Jager en Fred van Leer Jury: Envy Peru (voorzitter) | [ 20 ]           |
|  | Make Up Your Mind: Eurovision Special                | 2025                | Carlo Boszhard Teamcaptains: Nikkie de Jager en Fred van Leer Jury: Envy Peru (voorzitter) |                  |
|  | Make Up Your Mind: Oudejaarsspecial                  | 2024                | Carlo Boszhard Teamcaptains: Nikkie de Jager en Fred van Leer Jury: Envy Peru (voorzitter) |                  |
|  | Mama's Wereld                                        | 2016 2021–0000      | Sanne Heijen (2016, 2021–0000) en Aukje van Ginneken (2016), Kimberley Klaver (2021), Jenny Smit (2022–2023), Sita Vermeulen (2023–0000) |                  |
|  | Mannen van een zekere leeftijd                       | 2012                | Peter Heerschop, Viggo Waas, Gijs Scholten van Aschat, Henkjan Smits, Joep van Deudekom en Prem Radhakishun |                  |
|  | Marco Borsato 25 Jaar: Is Meer Dan Ik Alleen (Serie) | 2015                | Onder andere Marco Borsato |                  |
|  | Marlène Exclusief                                    | 2000                | Marlène de Wouters |                  |
|  | Marjolein en het geheim van het slaapzand (Serie)    | 2010                | Onder andere Julia Vié, Maroesja Lacunes, Enzo Coenen, Lotte Razoux Schultz, Harpert Michielsen, Julika Marijn, Kaj Ruhe en Jan Hoek |                  |
|  | Married at First Sight                               | 2016–2025           | Peter van der Vorst (2016–2019) en Carlo Boszhard (2020–2025) Experts: Patrick van Veen (bioloog) (2016–2018, 2022-2024), Jean-Pierre van de Ven (psycholoog) (2016–2018), Ingeborg Timmerman (seksuoloog) (2016–2018), Tila Pronk (sociale psychologie) (2019–2021), Marcelino Lopez (psycholoog/relatietherapeut) (2019–2021), Pablo Bakarbessy (psycholoog, coach en gedragsdeskundige) (2019–2021), Paulien Timmer (coach/auteur) (2019), Eveline Stallaart (seksuoloog en psycholoog) (2020–2025), Liselotte Visser (psycholoog) (2022–2023), Radboud Visser (psycholoog) (2022–2024), Anne Campagne (relatiecoach) (2024–2025), Lennart Klipp (psycholoog) (2025) Trouwambtenaren: Mariëlle Jongmans (2016-heden), Walter Vermeer (2016-2021), Jeroen Smits (2022–heden), Mildred Nijhove (2022-heden) |                  |
|  | Married at First Sight: Second Chance                | 2020                | Carlo Boszhard |                  |
|  | Match                                                | 1989–1992           | Jur Raatjes en Elles Berger |                  |
|  | Max And The City                                     | 2002                | Max Westerman |                  |
|  | McCarlo                                              | 2002                | Carlo Boszhard |                  |
|  | Medical Travel                                       | 2013–2017           | Chimène van Oosterhout |                  |
|  | Medisch Meesterschap                                 | 1993–1994           | Vivian Boelen |                  |
|  | Meeuwis & De Mol Maken Vrienden                      | 2014                | Guus Meeuwis en Johnny de Mol |                  |
|  | Meisje van Plezier (Serie)                           | 2017 2020           | Onder andere Angela Schijf, Peter Paul Muller, Geert de Jong, Roeland Fernhout, Britte Lagcher, Iris van der Made, David Rebergen, Filip Peeters en Birgit Schuurman | Tevens Videoland |
|  | Merry Little Christmas                               | 2020                | Robert ten Brink Jury: Loretta Schrijver, Sander de Bruijn en Stuart Bolk |                  |
|  | Met Hart En Ziel                                     | 1991                | Koos Postema en Jan Swinkels |                  |
|  | Met Man En Macht                                     | 2001                | Sylvana Simons en Hadassah de Boer |                  |
|  | Met Open Armen                                       | 2014 2016–2017 2019 | Natasja Froger |                  |
|  | Mij Een Zorg                                         | 2016                | Laurien Verstraten |                  |
|  | Mijn Geheime Missie                                  | 2011                | Daphne Deckers |                  |
|  | Mijn Huis vol Dieren                                 | 2012                | Peter van der Vorst |                  |
|  | Mijn Leven in Puin                                   | 2012–2013 2015–2016 | Peter van der Vorst (2012–2013) en Lieke van Lexmond (2015–heden) |                  |
|  | Mijn Leven, Mijn Gezondheid                          | 2014–2017           | Laurien Verstraten (2014–2015), Annemarie Brüning (2014–2017), Martine Hauwert (2014–2017), Leonie Grootenhuis (2016–2017), Lianne Hultink (2016–2017) en Dominique Dolman (2016–2017) |                  |
|  | Mijn Man Kan Niet Dansen                             | 2008                | Humberto Tan en Martine Hauwert |                  |
|  | Mijn Stad                                            | 2014–2017           | Daan Nieber (2014) en Jeroen Klinkers (2015–2017) |                  |
|  | Mijn Tent is Top                                     | 2007–2009           | Herman den Blijker |                  |
|  | Mijn Tweede Thuis                                    | 2009                | Cynthia Abma |                  |
|  | Mijn Vriendin & Ik                                   | 2013                | Sanne Heijen en Odette Simons |                  |
|  | Mijn Zaak Is De Beste                                | 2018                | Voice-over: Rinie van den Elzen |                  |
|  | Mike en Molly                                        | 2023-               | |                  |
|  | Miljuschka kookt                                     | 2020                | Miljuschka Witzenhausen |                  |
|  | Million Dollar Wedding                               | 2008                | Wendy van Dijk Jury: Mary Borsato, Jan Marten en Edina Kovats |                  |
|  | Mini-playbackshow                                    | 1990–1998           | Henny Huisman Jury: Tonny Eyk, Carlo Boszhard, Bulletje en Snuitje (beiden door Aad Peters) |                  |
|  | Minute To Win It                                     | 2011–2012           | Gordon |                  |
|  | Miss Millecam (Serie)                                | 1996                | Onder andere Sylvia Millecam, Eric Corton en Bart de Vries |                  |
|  | M'n dochter en ik (Serie)                            | 1995–1996           | Onder andere Edwin de Vries, Marleen Scholten, Catharina Haverkamp, Kitty Janssen, Maarten Wansink en Daniëlla Mercelina |                  |
|  | Moet Je Kijken                                       | 1996                | Frans van Deursen |                  |
|  | Monte Carlo                                          | 1998–2002           | Carlo Boszhard |                  |
|  | Mooie mensen in de zorg                              | 2012                | Mirella van Markus |                  |
|  | Mooier Leven                                         | 2013                | Voice-over: Stella Gommans |                  |
|  | Mooi in ’t Gooi                                      | 2020                | Ineke Hilhorst |                  |
|  | Moordvrouw (Serie)                                   | 2012–2018           | Onder andere Wendy van Dijk, Renée Soutendijk, Thijs Römer, Porgy Franssen, Chava Voor in 't Holt, Achmed Akkabi, Fockeline Ouwerkerk, Kasper van Kooten, Mehrnoush Rahmani en Ali Ben Horsting |                  |
|  | Moppentoppers                                        | 1994–1997           | Ron Brandsteder Met medewerking van Jan Rietman |                  |
|  | Music City                                           | 1993                | Anniko van Santen |                  |
|  | My First Home                                        | 2006–2014           | Jet Sol |                  |
|  | My Name Is                                           | 2010–2011           | Nicolette van Dam (2010–2011), Francesca Vanthielen (2010) en Bram Van Deputte (2011) Jury: Albert Verlinde (2010–2011), Erik de Zwart (2010), Kathleen Aerts (2010), Ronny Mosuse (2010), Do (2011), Kelly Pfaff (2011) en Ralf Mackenbach (2011) |                  |
|  | My Name Is Michael                                   | 2010                | Nicolette van Dam en Koen Wauters Jury: Albert Verlinde, Berget Lewis, Dan Karaty en Ronny Mosuse |                  |
|  | My Next Destination                                  | 2022                | Sanne Heijen en Arno Raymakers |                  |
|  | Myrna Plus                                           | 2015–2017           | Myrna Goossen (2015–2017), Geert Hoes (2015) en Sander Janson (2016–2017) |                  |

## N
|  | Programma                    | Periode    | Presentatie/Medewerkers/Acteurs | Opmerkingen        |
|  | ---------------------------- | ---------- | --- | ------------------ |
|  | Naar De Kliniek              | 2010–2011  | |                    |
|  | Nederland Beleeft!           | 2022–2023  | Arlette Adriani |                    |
|  | Nederland Fietst             | 2006–2008  | Pascalle van Egeraat en Ruben Dingemans |                    |
|  | Nederland Heeft Het!         | 2015–2018  | Dirk Taat (2015, 2018), Mark Schaaf (2016–2017), Anouk van Schie (2016–2017), Jeroen Smits (2017), Ilse de Wilde (2017–2018), Anouk van Kooijk (2017) en Aukje van Ginneken (2018)                                                              |                    |
|  | Nederland In De Auto         | 2015       | Voice-over: Irene Moors | Later op RTL 5     |
|  | Nederland Muziekland         | 1996–1998  | Chiel van Praag en Daniëlle Overgaag (1996–1997) |                    |
|  | Nederland Ontdekt            | 2020–heden | Inge de Bruijn (2020–heden), Mark Schadenberg (2022), Ferry Doedens (2022–heden)</small, Chimène van Oosterhout (2024-heden) |                    |
|  | Nederland Proeft             | 2015–2018  | Winston Post Chefkoks: Ed Hoogendijk (2015–2016) en Lisa van Cuijk (2017–2018) |                    |
|  | Nederland Versus de Wereld   | 2005       | Gijs Staverman |                    |
|  | Nederland Vertrekt           | 2008       | John Williams, Nicolette van Dam, Lieke van Lexmond, Froukje de Both, Sylvana Simons, Martijn Krabbé, Beau van Erven Dorens, Sander Janson, Robert ten Brink, Tim Immers, Evelyn Struik, Vivian Slingerland, Gaston Starreveld en Ursul de Geer |                    |
|  | Neerlands Trots              | 2001 2002  | Manuëla Kemp (2001, 2002) en Marc Klein Essink (2001) |                    |
|  | New Beauty Looks             | 2013–2015  | Dean Saunders (2013), Charles Groenhuijsen (2014–2015) Voice-over: Peter van Alkemade |                    |
|  | Niemand de deur uit! (Serie) | 1992–1994  | Onder andere Cees Heyne, Louis Kockelmann, Henriëtte Tol, Marthe van der Noordaa, Natasja Goedemans en Rik Hoogendoorn |                    |
|  | Niet Te Geloven              | 1989       | Martin Rudelsheim |                    |
|  | Nieuwe Buren (Serie)         | 2014 2017  | Onder andere Katja Schuurman, Thijs Römer, Daan Schuurmans, Bracha van Doesburgh, Anneke Blok, Stefan de Walle, Fedja van Huêt en Karina Smulders en Leopold Witte                                                                              | Later op Videoland |
|  | Nieuwe Tijden (Serie)        | 2016       | Onder andere Ferry Doedens, Soy Kroon, Holly Mae Brood, Vajèn van den Bosch, Tim Douwsma, Cecilia Adorée, Wouter Zweers, Lisa Bor en Olaf Ait Tami                                                                                              |                    |
|  | Nieuws Aan Tafel             | 2003       | Rick Nieman |                    |
|  | Nooit Meer Naar Huis         | 2015–2016  | Gordon |                    |
|  | Now Or Never                 | 1993–1995  | Rolf Wouters Met medewerking van John Joosten |                    |
|  | Now TV                       | 1995–1996  | Danny Rook |                    |
|  | Nu of Nooit                  | 2019       | Lieke van Lexmond |                    |

## O
|  | Programma                      | Periode                         | Presentatie/Medewerkers/Acteurs | Opmerkingen        |
|  | ------------------------------ | ------------------------------- | --- | ------------------ |
|  | Obese                          | 2011–2013 2015 2019–2020        | Wendy van Dijk (2011–2013, 2015) en Angela Groothuizen (2019–2020) | Later op RTL 5     |
|  | Oei, Ik Groei!                 | 2011                            | dr. Frans Plooij, Xaviera Plas (baby- en dreumesdeskundige) en Esther Bosman (voedingsdeskundige) |                    |
|  | Off Piste                      | 2016–2019                       | Koert-Jan de Bruijn (2016–2019), Sanny Verhoeven (2016–2018) en Annika Pietersma (2018–2019) |                    |
|  | Oh, wat een jaar!              | 2017–2018 2020–2024             | Linda de Mol (2017–2018), Chantal Janzen (2020–heden) Teamcaptains: Jeroen van Koningsbrugge (2017–2018), Ruben Nicolai (2017-2018, 2020–heden), Carlo Boszhard (2020-2023), Gerard Joling (2023-heden) |                    |
|  | Oh, wat een Kerst!             | 2021–2022                       | Chantal Janzen Teamcaptains: Ruben Nicolai en Carlo Boszhard | Jaarlijkse special |
|  | Olympisch Journaal             | 1992                            | Andy Houtkamp |                    |
|  | Ondertussen in Nederland       | 2019                            | Humberto Tan en Luuk Ikink |                    |
|  | Onderweg naar...               | 2017                            | Ilse de Wilde en Jolien van den Elsakker |                    |
|  | Onderweg naar de Regio         | 2020–2023                       | Adinda Kennedy (2020–2023), Erik Burgers (2020–2023), Mark Schaaf (2022–2023) | [ 21 ]             |
|  | Ongelofelijk Oranje!           | 2021                            | John Williams |                    |
|  | Only Joling                    | 2025                            | Gerard Joling |                    |
|  | Onmogelijke Liefdes?           | 2010                            | Robert ten Brink |                    |
|  | Ons Huis Verdient Het          | 2014–2015                       | Marie-Claire van den Berg |                    |
|  | Ons Huis Vol Spullen           | 2019                            | Lieke van Lexmond Met medewerking van opruimcoach Zamarra Kok |                    |
|  | Ons Kent Ons                   | 2024                            | Erik Van Looy Teamcaptains: Edson da Graça en Marc-Marie Huijbregts Duider: Gijs Rademaker |                    |
|  | Onschuldig?!                   | 2017                            | Peter van der Vorst |                    |
|  | Ontdek Curaçao                 | 2017                            | Martine Hauwert |                    |
|  | Ontvoerd                       | 2012–2015 2017–2018 2020, 2022  | John van den Heuvel | Later op RTL 5     |
|  | Onze Jongste                   | 2007                            | Lieke van Lexmond en Joris Lutz |                    |
|  | Ooggetuige                     | 1993–1998                       | Ruud ter Weijden (1993–1998) en Willibrord Frequin (1994–1995) |                    |
|  | Op De Vlucht                   | 2014–2016                       | John van den Heuvel |                    |
|  | Op Goed Geluk                  | 2018 2020                       | Gordon (2018), Paul de Leeuw (2020) |                    |
|  | Op Jacht Naar De Kroon (Serie) | 2019–2020                       | Voice-over: Martijn Koedam |                    |
|  | Opdienen Of Afserveren (Serie) | 2018                            | |                    |
|  | Open Het Bos                   | 2015                            | Angela Groothuizen en Beau van Erven Dorens |                    |
|  | Op Naar De Top                 | 2022–0000                       | Paul de Römph |                    |
|  | Opnieuw Beginnen               | 2000–2001                       | Vivian Boelen (2000), John Williams (2001) en Monique van der Reijden (2000–2001) |                    |
|  | Opvoeden Doe Je Zo!            | 2022                            | Robert ten Brink opvoeddeskundige Anne-Marie Stevens |                    |
|  | Opvolger Gezocht               | 2006                            | Sylvana Simons |                    |
|  | Op Weg                         | 2001–2002                       | Marcel Maijer |                    |
|  | Op Weg naar Cannes             | 2020                            | Carolien ter Linden |                    |
|  | Op Weg naar Shrek              | 2024                            | Eline de Ruig |                    |
|  | Oudejaarsconference            | 2014, 2017, 2019–2020 2022–2023 | Martijn Koning, Guido Weijers |                    |
|  | Ouders van nu                  | 1992–1994                       | Romilde Appel (1992–1994) en Eddy Keur (1992–1993) |                    |
|  | Over de balk                   | 2002                            | Kas van Iersel |                    |
|  | Over de oceaan                 | 2024                            | Caroline Tensen, Nicolette Kluijver, Roxane Knetemann, Roelof Hemmen, André Dongelmans en Kees Tol | [ 22 ]             |
|  | Over de reling                 | 2011                            | Arno Raymakers |                    |
|  | Over Winnaars                  | 2020                            | Jamai Loman |                    |

## P
|  | Programma                                                  | Periode                       | Presentatie/Medewerkers/Acteurs | Opmerkingen   |
|  | ---------------------------------------------------------- | ----------------------------- | --- | ------------- |
|  | Pandora's Box                                              | 2025                          | Ruben Nicolai |               |
|  | Parodie Parade                                             | 1996–1997                     | Ron Brandsteder Assistente: Patricia Rietveld Met medewerking van Simone Kleinsma, Robert Paul, Anne-Mieke Ruyten en Jan Rietman |               |
|  | Partner Gezocht                                            | 2000–2001                     | Minoesch Jorissen |               |
|  | Patatje Hoop                                               | 2025                          | Franky van Hintum en Coen van Oosten |               |
|  | Paul pakt uit!                                             | 2019                          | Paul de Leeuw |               |
|  | Pauls nummer 1 show                                        | 2019                          | Paul de Leeuw |               |
|  | Peter Jan Rens Late Night                                  | 1997                          | Peter Jan Rens |               |
|  | Peter R. de Vries, misdaadverslaggever                     | 1995–1997                     | Peter R. de Vries en Vivian Boelen |               |
|  | Planet Race                                                | 2002                          | Gijs Staverman |               |
|  | Planet's Got Talent                                        | 2016                          | Jamai Loman |               |
|  | Play That Song Again                                       | 2025                          | Chantal Janzen Panelleden: Carlo Boszhard, Billy Dans en Marieke Elsinga | [ 23 ]        |
|  | Playback Je Gek                                            | 2015                          | Jandino Asporaat |               |
|  | Plezier & Passie                                           | 2016–0000                     | |               |
|  | Pluijm op Pad                                              | 2009–2010                     | René Pluijm |               |
|  | Pluijm's Eetbare Wereld                                    | 2013–2016 2019                | René Pluijm |               |
|  | Popstars: The Rivals                                       | 2004                          | Beau van Erven Dorens en Martijn Krabbé Jury: Bastiaan Ragas, Patty Zomer, Paul Zijlstra en Daan van Rijsbergen |               |
|  | Postcode Loterij: De weg naar 54,9 miljoen                 | 2021                          | Martijn Krabbé |               |
|  | Postcode Loterij Eén tegen 50                              | 2020–2022                     | Caroline Tensen |               |
|  | Postcode Loterij Eén tegen 100                             | 2007–2008 2019–2020 2023–2024 | Caroline Tensen |               |
|  | Postcode Loterij Lotgenoten: Je Leven Verrijkt             | 2021                          | Humberto Tan |               |
|  | Postcode Loterij Miljoenenjacht                            | 2007–2019                     | Linda de Mol (2007-2019) en Winston Gerschtanowitz (eenmalig in 2013) Straatprijzen: Winston Gerschtanowitz, Gaston Starreveld, Quinty Trustfull, Martijn Krabbé, Nicolette van Dam en Beau van Erven Dorens                                                                                            |               |
|  | Postcode Loterij Nieuwjaarsshow: Het Eerste Feest van ...  | 2012 2013                     | Winston Gerschtanowitz en Martijn Krabbé Prijsuitreikingen: Caroline Tensen en Quinty Trustfull | Nieuwjaarsdag |
|  | Postcode Loterij presenteert: De Nederlanders Van Het Jaar | 2009                          | Martijn Krabbé |               |
|  | Postcode Loterij Recordshow                                | 1995–1998                     | Martijn Krabbé, Reinout Oerlemans, Yvonne van Gennip, Stella Gommans en Gaston Starreveld |               |
|  | Postcode Loterij Sterren Playbackshow                      | 2000                          | Henny Huisman en Lucille Werner Met medewerking van Jacques d'Ancona |               |
|  | Postcode Loterij The Biggest Quiz                          | 2020                          | Beau van Erven Dorens | Nieuwjaarsdag |
|  | Postcode Loterij Zomerkampioen                             | 1999                          | Jo De Poorter en Lucille Werner |               |
|  | Postcode Nieuwjaarsshow                                    | 2011                          | Winston Gerschtanowitz | Nieuwjaarsdag |
|  | Postema Op Pad                                             | 1992–1995                     | Koos Postema |               |
|  | Praat Nederlands Met Me                                    | 2018–2020 2024                | Art Rooijakkers Teamcaptains: Tina de Bruin (2024), Pieter Derks (2018–2020), Martijn Koning (2018–2020), Jeroom Snelders (2018–2020, 2024), Alex Ploeg (2024) en Georgina Verbaan (2018–2020) |               |
|  | Prijzenslag                                                | 1989–1995                     | Hans Kazàn |               |
|  | Pro Deo                                                    | 2012 2014                     | Martijn Krabbé Met medewerking van de advocaten Jan-Hein Kuijpers, Mariëlle van Essen, Cees Korvinus en Oscar Hammerstein |               |
|  | Proefkoken met Koffietijd!                                 | 2019                          | Pernille La Lau, Quinty Trustfull, Pieter Kok, Klaas van Winsen, London Loy en Hidde de Brabander |               |
|  | Professor Nicolai en Dr Beckand                            | 2015–2016 2018                | Ruben Nicolai en Tijl Beckand Met medewerking van Diederik Jekel |               |
|  | Programma van het Jaar                                     | 1992                          | Koos Postema | Eenmalig      |
|  | Pulse                                                      | 2003–2005                     | Reinout Oerlemans (2003–2004) en Peter van der Vorst (2005) |               |
|  | Push the Red Button                                        | 2015                          | |               |
|  | Puur Smaak                                                 | 2008                          | Mathijs Vrieze |               |
|  | Puzzeltijd                                                 | 1999–2006                     | Lucille Werner, Stella Gommans, John Williams, Valerie Zwikker, Kim-Lian van der Meij, Ellemieke Vermolen, Arlette Adriani, Monique Hugen, Marilou le Grand, Sanne Heijen, Odette Simons, Denise Koopal, Jeremy Sno, Dounia Lkoundi, Jacqueline Vizée, Lutein van Kranen, Kevin Brouwer en Nick Nielsen |               |

## R
|  | Programma                                     | Periode                       | Presentatie/Medewerkers/Acteurs | Opmerkingen                 |
|  | --------------------------------------------- | ----------------------------- | --- | --------------------------- |
|  | Race Across the World                         | 2023                          | Martijn Krabbé | [ 24 ]                      |
|  | Race om de Ringen                             | 2022                          | Beau van Erven Dorens |                             |
|  | Rad Van Fortuin                               | 1990–1998 2009                | Hans van der Togt (1990–1998) en Carlo Boszhard (2009) Assistente: Leontine Ruiters (1990–1994, 1997–1998, 2009), Patricia Rietveld (1994–1995), Cindy Pielstroom (1995–1997) Voice-over: Gaston Starreveld (1990–1998) |                             |
|  | Ragas Reist Rond                              | 2018                          | Bastiaan Ragas, Tooske Ragas, Sem Ragas, Fien Ragas, Leentje Ragas en Catoo Ragas |                             |
|  | Ranking the Stars                             | 2025                          | Paul de Leeuw | Eerder op RTL 5             |
|  | Raveleijn (Serie)                             | 2011                          | Onder andere Abe Dijkman, Sol Vinken, Danique ten Boer, Sabine ten Boer, Borre Stokdijk, Babette van Veen, Bart de Vries, Mark Sloof van Toor, Daan Colijn, Kimberley Klaver, Marieke Westenenk, Sebastian Wulff, Sara Visser, Hubert Fermin, Hugo Haenen, Miryanna van Reeden en Dick van den Toorn |                             |
|  | Real Men                                      | 2015                          | Beau van Erven Dorens |                             |
|  | Recht Gezet                                   | 2012                          | John van den Heuvel |                             |
|  | Recht Van Spreken                             | 2002                          | Wim Bax en Etty Bos-Veterman |                             |
|  | Reis- & Recreatiemagazine                     | 1995                          | Irene Moors en Vivian Boelen |                             |
|  | Reisbewust                                    | 1989                          | Voice-over: Jan de Hoop |                             |
|  | Renze                                         | 2022–2025                     | Renze Klamer Verslaggever(s): Jaïr Ferwerda, RTL Nieuws-verslaggevers en correspondenten |                             |
|  | Renze Op Zaterdag                             | 2022–2023                     | Renze Klamer |                             |
|  | Renze Op Zondag                               | 2022–2025                     | Renze Klamer | [ 15 ] [ 16 ]               |
|  | Reunited                                      | 2017                          | Yolanthe Sneijder-Cabau |                             |
|  | Rick's Road Trip                              | 2008                          | Rick Nieman |                             |
|  | Roadtrip Curaçao                              | 2021                          | Stephanie Tency & Ferry Doedens |                             |
|  | Rob & Rudolph's Kerstdiner                    | 2003                          | Rob Verlinden en Rudolph van Veen |                             |
|  | Rob's Tuinreizen                              | 2003                          | Rob Verlinden |                             |
|  | Rock de Boot: deining in de watersport        | 2022                          | Arno Raymakers |                             |
|  | Rolf X. Alive                                 | 1993                          | Rolf Wouters |                             |
|  | Romancing the Globe                           | 2013 2015 2018                | Caroline de Bruijn en Erik de Vogel |                             |
|  | Ron & André's Bingopaleis                     | 2000–2002                     | Ron Brandsteder, André van Duin (beide 2000–2002) en Elle van Rijn (2002) |                             |
|  | Rondkomen in de Schilderswijk (Serie)         | 2014–2015                     | Peter van der Vorst |                             |
|  | RonReizen                                     | 2021-0000                     | Bert Kuizenga (2021-heden), Ron Peereboom Voller (2021-heden), Linda Geerdink (2023-heden), Bert Romani (2023-heden) |                             |
|  | Ron's Honeymoonquiz                           | 1990–1996                     | Ron Brandsteder Assistentes: Josje Vennenbos en Monique van Haasteren |                             |
|  | Ron's Jong Geluk Show                         | 1993–1994                     | Ron Brandsteder, Sophia de Boer en Patricia Brok |                             |
|  | Ron's Tweede Jeugdshow                        | 1991–1993                     | Ron Brandsteder Met medewerking van Beryl van Praag en Jan Rietman |                             |
|  | Roodkapje                                     | 2014                          | Paul de Leeuw Jury: Jacques d'Ancona, Toprak Yalçiner en Serena Oddens |                             |
|  | Roodkapje (Film)                              | 2017                          | Onder andere Thomas Acda, Beau Schneider, Bianca Krijgsman, Nicolette van Dam, Martijn Krabbé, Lies Visschedijk, Julia Akkermans, Mark van Eeuwen, Elsje de Wijn en Raymond Thiry | Nieuwjaarsdag               |
|  | Rooijakkers Over De Vloer                     | 2019–2024                     | Art Rooijakkers, Ewout Genemans (2022, eenmalig) |                             |
|  | Royal Canin Challenge, 4 Cats & Dogs Only     | 2012                          | Martin Gaus |                             |
|  | Royal Canin Dog Challenge                     | 2011                          | Martin Gaus |                             |
|  | Rozengeur & Wodka Lime (Serie)                | 2001–2005                     | Onder andere Isa Hoes, Alwien Tulner, Medina Schuurman, Ghislaine Pierie, Yvon Jaspers, Nienke Römer, Ellemijn Veldhuijzen van Zanten, Peggy Vrijens, Chris Tates, Margo Dames, Daan Schuurmans, Evert van der Meulen, Barry Atsma, Edo Brunner, Johnny de Mol, Viggo Waas, Leopold Witte en Marcel Faber |                             |
|  | RTL Actueel                                   | 1997–1998                     | Nieuws: Sander Simons, Rick Nieman Shownieuws: Lucille Werner, Marjon Keller en Peter van der Vorst Misdaadnieuws: Peter R. de Vries en Ruud ter Weijden Sportnieuws: Jeroen Latijnhouwers en Mari Carmen Oudendijk |                             |
|  | RTL Autowereld                                | 2002–2008                     | Bert van den Dool (2002–2003), Michael Pilarczyk (2003–2008), Allard Kalff (2003–2008) en Jorrit van der Kooi (2006–2007) | Later op RTL 7              |
|  | RTL Boulevard                                 | 2001–0000                     | Zie lijst van medewerkers van RTL Boulevard |                             |
|  | RTL Boulevard Summernight                     | 2025                          | Zie lijst van medewerkers van RTL Boulevard |                             |
|  | RTL Breakfast Club                            | 2015                          | Tanja Jess, Patrick Martens en Sander Janson |                             |
|  | RTL Club                                      | 1993–1994                     | Manon Thomas (1993–1994) en Carlo Boszhard (1993) |                             |
|  | RTL Consult                                   | 2010–2012                     | Vivian Slingerland (2010–2011) en Evelyn Struik (2012) Deskundigen: Lenny Versteegden (diëtiste) (2010), Dolf Coppoolse (huisarts) (2010), Sonja Keizers (apotheker) (2010–2011), Paul Peter Tak (reumatoloog) (2010), Duco Bauwens (sportinstructeur, lifestyle en voedingcoach) (2010), Frans Krouwels (longarts) (2011), dr. Escher (kinderarts) (2011), Frank de Loos (anesthesioloog) (2011), Margot Lamers (verpleegkundige) (2011), Xander Bakker (cosmetisch arts) (2012), Yolande Appelman (cardioloog) (2012), Pernette de Sauvage Nolting (cardioloog) (2012), Yvonne Smulders (plastisch chirurg) (2012), Leoni den Engelsman (diëtiste) (2012), Maurits Wijffels (cardioloog) (2012), Lucas Boersma (cardioloog) (2012), Jetske Ultée (medical researcher) (2012), Jacques van der Meulen (plastisch chirurg) (2012), Igor Tulevski (cardioloog) (2012), Leonard Hofstra (cardioloog) (2012), Erik Laban (plastisch chirurg) (2012), Maarten Fechner (plastisch chirurg) (2012), Judith Roodenburg (apotheker) (2012), Laura Moojen-Zaal (plastisch chirurg) (2012), Bart Smals (apotheker) (2012), Robin Heijmen (hartchirurg) (2012) en Carola Zillikens (internist endocrinoloog) (2012) |                             |
|  | RTL De Verkiezingen: De Uitslagenavond        | 2021–2023                     | Eva Jinek (2021, 2022) en Beau van Erven Dorens (2023) Sidekick: Antoin Peeters (2021–2023) en Daphne Lammers (2023) Duider: Fons Lambie |                             |
|  | RTL De Verkiezingen: De Uitslagenochtend      | 2023                          | Robbie Kammeijer Sidekick: Carien ten Have Duider: Frits Wester |                             |
|  | RTL De Verkiezingen: Het Debat                | 2019 2021 2023                | 2019: Daphne Lammers, Frits Wester en Peter van Zadelhoff 2021: Eva Jinek (voor- en nabeschouwing), Frits Wester en Jetske Schrijver 2023: Daphne Lammers en Fons Lambie |                             |
|  | RTL De Verkiezingen: In Gesprek Met De Kiezer | 2023                          | 2023: Renze Klamer, Gijs Rademaker, Jetske Schrijver en Frits Wester |                             |
|  | RTL Dossier                                   | Jaren 90                      | Onder andere Vivian Boelen, Rick Nieman, Jeroen Pauw, Manuëla Kemp, Conny Mus en Max Westerman |                             |
|  | RTL Elfstedenkoorts                           | 2012                          | Wilfred Genee Met medewerking van Frits Wester, Albert Verlinde, Rintje Ritsma, Gert Jakobs, Syb van der Ploeg en Helga van Leur |                             |
|  | RTL Exclusief (Nieuws)                        | 2009                          | John van den Heuvel en Roelof Hemmen |                             |
|  | RTL Exclusief (Quiz)                          | 2020                          | Beau van Erven Dorens Teamcaptains: Gerard Joling en Francis van Broekhuizen |                             |
|  | RTL Formule 1                                 | 1994–1998                     | Ruud ter Weijden, Allard Kalff en Olav Mol | Later op RTL 5              |
|  | RTL Gezondheidstest                           | 2018                          | Wendy van Dijk en Ruben Nicolai Panelleden: Marieke Elsinga, Arie Boomsma en Fred van Leer |                             |
|  | RTL Just Away                                 | 2014                          | Koert-Jan de Bruijn, Susanne Dijksterhuis en Laurien Verstraten |                             |
|  | RTL Kampeert                                  | 2020–2022                     | Sander Janson (2020–2021), Jessica Mendels (2021–2022) en Koert-Jan de Bruijn (2022) |                             |
|  | RTL Kidsjen                                   | 2014                          | Sanne Heijen en Arno Raymakers |                             |
|  | RTL Late Night                                | 2013–2018                     | Humberto Tan Sidekick: Luuk Ikink (2013–2016) en Marieke Elsinga (2016–2017) Invaller: Peter van der Vorst (2014, 2016–2017) Inval sidekicks: Jan Jaap van der Wal (2016, 2017) en Martijn Koning (2017) |                             |
|  | RTL Late Night met Twan Huys                  | 2018–2019                     | Twan Huys Vaste gasten: Lex Uiting, Patty Brard, Fien Vermeulen, Igmar Felicia, Fernando Halman, Diederik Jekel, Martijn Kardol, Marloes Lemson, Lieven Scheire en Gijs Staverman |                             |
|  | RTL Summer Night                              | 2017                          | Beau van Erven Dorens |                             |
|  | RTL Live                                      | 1998–2001 2016–2017           | Vivian Boelen, Mari Carmen Oudendijk, Marc Klein Essink, Jeroen Pauw, Mylène de la Haye, Helga van Leur, Sander Simons, Manuëla Kemp, Jan de Hoop (allen 1 week in 1998), Minoesch Jorissen (1998–2001), Beau van Erven Dorens (1998–2000) en Sylvana Simons (2000–2001), Angela Groothuizen (2016), Albert Verlinde (2016–2017), Winston Gerschtanowitz (2016), Quinty Trustfull (2017), Pernille La Lau (2017) en Loretta Schrijver (2017) |                             |
|  | RTL Matinee                                   | 1989–1990                     | Anniko van Santen, Caroline Tensen, Pauline Dekker en Manon Thomas |                             |
|  | RTL Minigames                                 | 1991–1993                     | Manon Thomas en Bart Bosch |                             |
|  | RTL Nieuws                                    | 1989–0000                     | Zie lijst van medewerkers van het RTL Nieuws |                             |
|  | RTL Nieuwsmagazine                            | 1999                          | Margreet Spijker en Roland Koopman |                             |
|  | RTL Ontbijtnieuws                             | 1989–0000                     | Zie lijst van medewerkers van het RTL Nieuws |                             |
|  | RTL Rode Hoed Debat                           | 2017                          | Frits Wester en Daphne Lammers |                             |
|  | RTL Shop                                      | 2003–2006                     | Nol Roos, Marco Verhagen, Vanessa Thuyns, Nicole Wichers en Miebeth van der Linden |                             |
|  | RTL Shownieuws                                | 1998                          | Lucille Werner |                             |
|  | RTL Ski & More                                | 2019–2022                     | Annika Pietersma (2019–2022), Jorn van Vrijaldenhoven (2019), Sander Janson (2020–2022) |                             |
|  | RTL Snowmagazine                              | 2008–0000                     | Pauline de Wilde (2008–2011), Sander Janson (2008–2020), Koert-Jan de Bruijn (2010–2012, 2020–heden), Sophie van Hoytema (2011–heden), Nadia Palesa (2014–2016), Sharon Wins (2014–2015), Golda Doof (2016–2017), Saskia Pieck (2017–heden) en Patrick van der Graaff (2020–heden) |                             |
|  | RTL Sport                                     | 1992–1997                     | Jur Raatjes, Marleen Houter en Elles Berger |                             |
|  | RTL Sportnieuws                               | Jaren 90                      | Marleen Houter, Griselda Visser, Jan Roelfs, Jur Raatjes, Edvard Niessing, Jeroen Latijnhouwers, Mari Carmen Oudendijk en Rick Nieman |                             |
|  | RTL Tonight                                   | per 09/2025                   | Beau van Erven Dorens, Renze Klamer, Humberto Tan Verslaggever(s): Jaïr Ferwerda, RTL Nieuws-verslaggevers en correspondenten |                             |
|  | RTL Vaart                                     | 2012–2013                     | Epco Ongering en Vivian Slingerland | Voorheen Yacht Vision       |
|  | RTL Vakantiemagazine (VIP)/ Vakantiemagazine  | 2013–2015 2017–2019 2024–0000 | Arno Raymakers (2013–2015, 2017–2019, 2024-heden), Jessica Mendels (2013–2014) en Sanne Heijen (2015, 2017–2019) |                             |
|  | RTL Vandaag                                   | 2009                          | Manon Thomas, Esther Duller en Sander Janson Met medewerking van onder andere Diana Matroos, Sanne Boswinkel, Jan de Hoop, Femke Wolthuis, Mathijs Vrieze, Michiel de Zeeuw, Marco Starink en Robine van der Meer |                             |
|  | RTL Véronique Openingsshow                    | 1989                          | Catherine Keyl en Wessel van Diepen |                             |
|  | RTL Viert de Koning                           | 2013                          | Irene Moors en Peter van der Vorst |                             |
|  | RTL Voetbal                                   | 2007–2008                     | Humberto Tan | Voornamelijk RTL 5 en RTL 7 |
|  | RTL Weer                                      | 1989–0000                     | Zie lijst van medewerkers van het RTL Weer |                             |
|  | RTL Wintertijd                                | 2013–2019                     | Odette Simons, Pauline Wingelaar, Anouska Wink, Laura Ponticorvo (allen 2013), Sanne Heijen en Arno Raymakers (2014–2019) |                             |
|  | RTL Woonmagazine                              | 2011–2018                     | Nicolette van Dam (2011–2015), Froukje de Both (2014, 2017–2018), Nance Coolen (2015–2017) en Michiel de Zeeuw (2012–2018) Met medewerking van onder anderen Piet Boon (2011–2013), Karin Boon-Meyn (2011–2013), Monique van der Reijden (2011), Erik Kuster (2013), Marcel Wolterinck (2013–2018), Remy Meijers (2013–2018), Edward van Vliet (2013–2015), Robert Kolenik (2014), Jan des Bouvrie (2014–2018), Monique des Bouvrie (2014–2018), James van der Velden (2015–2018), Thomas Eurlings (2015–2016), Osiris Hertman (2016–2018), Roberta Pagnier (2016) en Eveline Schmitz (2016–2018) |                             |
|  | RUR                                           | 1994–1995                     | Jan Lenferink |                             |

## S
|  | Programma                                                    | Periode        | Presentatie/Medewerkers/Acteurs | Opmerkingen   |
|  | ------------------------------------------------------------ | -------------- | --- | ------------- |
|  | Samen Uit, Samen Thuis?                                      | 2023           | | [ 26 ]        |
|  | SamSam (Serie)                                               | 1994           | Onder andere John Jones, Anne-Mieke Ruyten, Elle van Rijn, Bea Meulman, Jules Royaards en Joost Buitenweg |               |
|  | Sandra's Verjaardagsshow                                     | 1992–1993      | Sandra Reemer |               |
|  | Schae in L.A.                                                | 1999           | Schae Harrison |               |
|  | Schalkse Ruiters                                             | 1999           | Bas van Werven en Romek van Thiel |               |
|  | Schiet mij maar lek (Serie)                                  | 2000–2002      | Onder andere Peter Lusse, Serge-Henri Valcke, Hans Beijer, Paola Verbij, Victor Bottenbley, Marie Louise Stheins, Loulou Rhemrev en Carol van Herwijnen |               |
|  | Schilderen Is Een Vak                                        | 2018           | Jantine van den Bosch |               |
|  | Schoner Nederland                                            | 2015–2016      | Koert-Jan de Bruijn (2015), Sita Vermeulen (2015–2016) en Leonie Grootenhuis (2015–2016) |               |
|  | Screentest                                                   | 2018           | Gordon Juryvoorzitter: Robert ten Brink |               |
|  | Secret Duets                                                 | 2021–2023      | Jamai Loman Panelleden: Frans Bauer, Karin Bloemen, Jeroen van der Boom, Holly Mae Brood, Carolina Dijkhuizen, Donnie, René Froger, Richard Groenendijk, Emma Heesters, Brigitte Heitzer, Ruth Jacott, Gerard Joling, Esmée van Kampen, Jeroen van Koningsbrugge, Wolter Kroes, Soy Kroon, Tania Kross, Berget Lewis, Lisa Loeb, Romy Monteiro. Dave von Raven, Edsilia Rombley, Shirma Rouse, Eva Simons, Samantha Steenwijk, Buddy Vedder, Roel van Velzen                                                                               |               |
|  | Seven Year Switch: Blijven of Scheiden?                      | 2019           | Voice-over: Jeroen Kijk in de Vegte |               |
|  | Showbiz International                                        | 1999           | Bram Steenhuisen |               |
|  | Showmasters                                                  | 1990           | Sandra Reemer Jury: Karel Prior, Liesbeth List en Ruud ter Weijden |               |
|  | Showtime                                                     | 1992–1996      | Albert Verlinde, Paulien Huizinga (beide 1992–1995), Ursul de Geer, Peter van der Vorst (beide 1995–1996), Lucille Werner en Marjon Keller |               |
|  | Simone's Kerstshow                                           | 1990           | Simone Kleinsma, André van Duin, Wilbert Gieske en Henk Poort |               |
|  | Singing Bee                                                  | 2007–2008      | Gordon |               |
|  | Sing It                                                      | 2010           | Angela Groothuizen |               |
|  | Sint & Paul pakken uit!                                      | 2018 2019 2020 | Paul de Leeuw Met medewerking van onder andere Hans Kesting, Bram van der Vlugt, Anny Schilder, Cor Bakker en de Miguel Wiels Band |               |
|  | Sky High Dubai                                               | 2022           | Suus de Brock |               |
|  | Sky High St. Maarten                                         | 2025           | Suus de Brock |               |
|  | SlimmerIQen                                                  | 2014           | Peter van der Vorst |               |
|  | Snackmasters                                                 | 2021–2022      | Miljuschka Witzenhausen en Martijn Krabbé |               |
|  | Sneeuwwitje en de zeven kleine mensen (Film)                 | 2015           | Onder andere Abbey Hoes, Susan Visser, Leontine Borsato, Carlo Boszhard, Freek Bartels, Richard Groenendijk, Jamai Loman, Joep Onderdelinden, Michiel Nooter, Alex Klaasen, Niels Gomperts, Caroline de Bruijn, Peter R. de Vries, Jeroen Krabbé, Tjitske Reidinga, Guy Clemens en Manon Meijers | Nieuwjaarsdag |
|  | Snowmagazine                                                 | 1989–1998      | Daan Laroo (1989–1998) en Anniko van Santen (1992–1993), Mabel van den Dungen (1996), Marleen Houter (1997), Leontine Ruiters (1998–1999) |               |
|  | Solo Voor Een Kind                                           | 1997–1999      | Caroline Tensen |               |
|  | Soof: Een Nieuw Begin (Serie)                                | 2018–2019      | Onder andere Lies Visschedijk, Fedja van Huêt, Dan Karaty, Roos Dickmann, Brent Schoemaker, Niek Schoemaker, Elise Schaap, Anneke Blok, Dick van den Toorn,Barbara Sloesen, Robert de Hoog, Bert Luppes en Bente Fokkens |               |
|  | SOS Lieke                                                    | 2012           | Lieke van Lexmond |               |
|  | SOS Sonja                                                    | 2009–2010      | Sonja Bakker |               |
|  | SOS: Survival Of The Sexes                                   | 2016           | Met medewerking van Bernice Notenboom en Nick Swart (survival experts) |               |
|  | SOS Verbouwing                                               | 2009–2010      | Angela Groothuizen (2009) en Sander Janson (2010) |               |
|  | Soundmixshow                                                 | 1990–2002      | Henny Huisman Juryleden: Jacques d'Ancona, Barrie Stevens, Hans van Eijck en Margriet Eshuijs |               |
|  | Spijkerhoek (Serie)                                          | 1990–1993      | Onder andere Marijke Veugelers, Michiel Kerbosch, Kitty Courbois, Manouk van der Meulen, Mary-Lou van Steenis, Freark Smink, Adriënne Kleiweg, Pim Peters, Hymke de Vries, Wilfred Klaver, Joep Sertons, Hidde Maas, Lies de Wind, Marjolein Sligte, Maeve van der Steen, Gwendolyn Verhulst, Bart Römer, Anne-Mieke Ruyten, Victor Reinier, Alexander van Bergen, Marlies van Alcmaer, Jim de Groot, Tanneke Hartzuiker, Theo de Groot, Steven de Jong, Caya de Groot, Cynthia Abma, Jules Hamel, Celia van den Boogert en Wilbert Gieske |               |
|  | Sponsorbingo Loterij                                         | 1999–2000      | Stella Gommans (1999–2000), Gaston Starreveld (1999) en Jo de Poorter (2000) |               |
|  | Sponsor Bingo Loterij: De Winnaars                           | 2007–2010      | Rick Brandsteder |               |
|  | Spookhuis                                                    | 2000–2001      | Sybrand Niessen |               |
|  | Spoor van Leven                                              | 2008–2009      | Corine Boon |               |
|  | Spotlight                                                    | 2005           | Caroline Sonneveld, Martijn van den Bergh, Gisela Reuter-Otto en Jeremy Sno |               |
|  | Spott TV                                                     | 2000           | Viola Holt, Léonie Sazias, Sander Janson en Corine Boon |               |
|  | Spreekrecht                                                  | 2017           | Angela Groothuizen |               |
|  | Staand Verder Leven: Na de moord op Peter R. de Vries (Docu) | 2021           | Ewout Genemans Met medewerking van Kelly en Royce de Vries |               |
|  | Staatsloterij €100.000 Show                                  | 2006           | Carlo Boszhard en Chantal Janzen |               |
|  | Staatsloterij Live                                           | 2005–2006      | Carlo Boszhard en Chantal Janzen |               |
|  | Staatsloterij Magazine                                       | 2002–2006      | Chiel van Praag, Beertje van Beers, Vivian Reijs, Kristina Bozilovic, Irene van de Laar, Maurice Kroon en Wilfred Genee |               |
|  | Staatsloterij Magazine: Joop Op Staatsbezoek                 | 2002–2004      | Joop Braakhekke |               |
|  | Staatsloterij Muziekland                                     | 2000–2001      | Chiel van Praag, Beertje van Beers, Kristina Bozilovic en Joop Braakhekke |               |
|  | Staatsloterij Nieuwjaarsshow                                 | 2002 2003      | Chiel van Praag, Manuëla Kemp, Wilfred Genee, Joop Braakhekke (allen 2002, 2003) en Kristina Bozilovic (2003) |               |
|  | Staatsloterij presenteert: Inpakken & Wegdromen              | 2006           | Sylvana Simons |               |
|  | Staatsloterij: Puur Geluk                                    | 2015–2017      | Nance Coolen (2015–2016) en Ruben Nicolai (2016–2017) |               |
|  | Staatsloterij Zomer                                          | 2005           | Bastiaan Ragas |               |
|  | Staatsloterijshow                                            | 1995–2004      | Marc Klein Essink, Daniëlle Overgaag, Beertje van Beers en Kristina Bozilovic |               |
|  | Staatsloterijshow: The Big Mission                           | 2002           | Marc Klein Essink |               |
|  | Stabilo Spellingstrijd                                       | 2012–2014      | Lieke van Lexmond |               |
|  | Stars On Stage                                               | 2024           | Jamai Loman en Buddy Vedder Recensenten: Paul de Leeuw en Albert Verlinde met andere wisselende personen | [ 27 ] [ 28 ] |
|  | Staverman Ziet Alles                                         | 2004           | Gijs Staverman |               |
|  | Sterrenflat                                                  | 2000           | Ron Brandsteder |               |
|  | Sterrengeheimen                                              | 1996           | Carlo Boszhard |               |
|  | Sterren Houden Huis                                          | 2018           | John Williams |               |
|  | Straat Op Stelten                                            | 1999           | Fabiënne de Vries en Ron Brandsteder Straatprijzen: Hans van der Togt en Manuëla Kemp |               |
|  | Studio Rembrandt                                             | 1991–1992      | Jeroen Pauw |               |
|  | Style & Beauty                                               | 2000           | Leontine Borsato en Leco van Zadelhoff |               |
|  | Succes Verzekerd                                             | 2008–2010      | Carlo Boszhard (2008–2009) en Robert ten Brink (2009–2010) |               |
|  | Sumba: Island of the Future                                  | 2014           | Joris Putman |               |
|  | Sunday Night Fever                                           | 2011–2012      | Chantal Janzen Coaches/Jury: Carlo Boszhard, Julie Fryer, Kim-Lian van der Meij en Jan Kooijman |               |
|  | Sunny Side Up                                                | 2016           | Chimène van Oosterhout |               |
|  | Superkids                                                    | 2015–2016      | Wendy van Dijk en Johnny de Mol Jury: Carlo Boszhard, Angela Schijf, Dinand Woesthoff en Tijl Beckand |               |
|  | Superscore                                                   | 1997–1998      | Chiel van Praag |               |
|  | Superstar Chef                                               | 2018           | Tijl Beckand Jury: Miljuschka Witzenhausen, Sergio Herman en François Geurds |               |
|  | Surpriseshow                                                 | 1990–2001      | Henny Huisman |               |
|  | Surviving Nature: Cowboys & Angels                           | 2007           | Deelnemers: Marian Mudder, Loretta Schrijver, Harm Edens, Fabienne de Vries, Maarten Spanjer, Tim Immers en Piet Hein Eek |               |
|  | Suspects (Serie)                                             | 2017           | Onder andere Carly Wijs, Jeroen Spitzenberger en Britte Lagcher |               |
|  | SynDROOM                                                     | 2013–2016      | Johnny de Mol |               |

## T
|  | Programma                                         | Periode         | Presentatie/Medewerkers/Acteurs | Opmerkingen                          |
|  | ------------------------------------------------- | --------------- | --- | ------------------------------------ |
|  | 't Is hier fantasties                             | 1995–2001       | Ursul de Geer |                                      |
|  | 't Is hier wéér fantasties                        | 2009            | Ursul de Geer |                                      |
|  | Taboe                                             | 2019            | Philippe Geubels |                                      |
|  | Te land, ter zee en in de lucht                   | 2024-heden      | Ruben Nicolai Starter: Gerard Joling Commentator: Edwin Evers | Werd eerder uitgezonden door de TROS |
|  | Te land, ter zee en in de lucht: Winterspecial    | 2025            | Ruben Nicolai Starter: Gerard Joling Commentator: Edwin Evers |                                      |
|  | Team van Toen                                     | 2009            | Humberto Tan |                                      |
|  | Tearoom                                           | 1997            | Ellen Brusse Item-presentatie: Renate van der Zalm en Merel Holl |                                      |
|  | Tele Kado                                         | 1994–1995       | Hans van Willigenburg |                                      |
|  | Telekids                                          | 1989–1999 2023- | Irene Moors (1989–1999), Carlo Boszhard (1993–1999) en Anniko van Santen (1992–1993) Invallers 1989–1990: Manon Thomas, Caroline Tensen, Bart Bosch, Marcel de Nijs en Marc Postelmans |                                      |
|  | Telekids presenteert: De Grote Meneer Kaktus Show | 2000            | Peter Jan Rens, Annemieke Hoogendijk en Hans van der Laarse |                                      |
|  | Teleteens                                         | 1994–1996       | Anniko van Santen |                                      |
|  | Tennis Report                                     | 1997–1998       | Viktor Brand en Celesta van Beek |                                      |
|  | The Amsterdam Project                             | 2016            | Beau van Erven Dorens |                                      |
|  | The Bachelor Curaçao                              | 2011            | Robert ten Brink |                                      |
|  | The Big Entertainment Club                        | 1999            | Lucille Werner, Michael Pilarczyk en Peter van der Vorst Met medewerking van onder anderen Hummie van der Tonnekreek, Marc van der Linden, Eric Noomen en Joop van Tellingen |                                      |
|  | The Big Entertainment Quiz                        | 1999            | John Williams, Stella Gommans en Doesjka Dubbelt |                                      |
|  | The Big Music Quiz                                | 2017–2019       | Humberto Tan |                                      |
|  | The Big Show met Ruben Nicolai                    | 2022            | Ruben Nicolai |                                      |
|  | The Box                                           | 2025-           | Beau van Erven Dorens |                                      |
|  | The Challenge                                     | 2017            | Kevin Brouwer |                                      |
|  | The Comedy Factory                                | 2013            | Najib Amhali |                                      |
|  | The Dutch Way                                     | 2018–2019       | Stephanie Tency |                                      |
|  | The Floor                                         | 2023–2025       | Edson da Graça (2023–2025), Carlo Boszhard (2025) | [ 30 ]                               |
|  | The Headliner                                     | 2025            | Jim Bakkum en Marieke Elsinga Teams: Jacqueline Govaert en Kraantje Pappie vs Nick Schilder en Typhoon | [ 31 ] [ 32 ] [ 33 ]                 |
|  | The Interior Project VIPS                         | 2023            | Edson da Graça Jurylid: Leco van Zadelhoff |                                      |
|  | The Jump                                          | 2023, 2025      | Marieke Elsinga | [ 34 ]                               |
|  | The Masked Singer                                 | 2019–heden      | Ruben Nicolai Panelleden: Carlo Boszhard (2019–heden), Gerard Joling (2019–heden), Loretta Schrijver (2019–2025), Buddy Vedder (2019–heden) en Monica Geuze (2023–heden) |                                      |
|  | The Masked Singer: Oud & Nieuw Special            | 2020–2022       | Ruben Nicolai Panelleden: Carlo Boszhard & Loretta Schrijver tegen Gerard Joling & Buddy Vedder (allen 2020-2022)/ Francis van Broekhuizen (2021) |                                      |
|  | The Mountain Butler                               | 2019            | Sanne Heijen en Arno Raymakers |                                      |
|  | The Repair Shop                                   | 2019            | Humberto Tan |                                      |
|  | The Story of My Life                              | 2016–2017       | Linda de Mol |                                      |
|  | The Summit                                        | 2025            | Beau van Erven Dorens |                                      |
|  | The Talent Project                                | 2018            | Johnny de Mol en Yolanthe Sneijder-Cabau Jury: Roel van Velzen, Chantal Janzen en Caro Emerald |                                      |
|  | The Taste                                         | 2013            | Herman den Blijker, Robert Kranenborg, Gert De Mangeleer en Wout Bru |                                      |
|  | The Taste Of Life                                 | 2008–2009       | Stella Gommans en Rudolph van Veen |                                      |
|  | The Taste Of Life Basics                          | 2010            | Rudolph van Veen en Rob Baan (tuinder) Voice-over: Irene Moors |                                      |
|  | The Voice Kids                                    | 2012–2021 2026  | Martijn Krabbé (2012–2021), Wendy van Dijk (2012–2019), Jamai Loman (2020–2021, 2026), Quinty Misiedjan (2026) Coaches: Angela Groothuizen (2012–2015), Nick & Simon (2012–2015), Marco Borsato (2012–2020), Ilse de Lange (2016–2021, 2026), Ali B (2016–2021), Douwe Bob (2018), Anouk (2019–2020), Sanne Hans (2020–2021), Snelle (2021), Claude (2026), Emma Heesters (2026), Flemming (2026) |                                      |
|  | The voice of Holland                              | 2010–2022 2026  | Martijn Krabbé (2010–2022), Wendy van Dijk (2010–2019), Chantal Janzen (2019–2022, 2026), Edson da Graça (2026) Coaches: Jeroen van der Boom (2010), Angela Groothuizen (2010–2011), Nick & Simon (2010–2012), Roel van Velzen (2010–2012), Marco Borsato (2011–2016), Trijntje Oosterhuis (2012–2014), Ilse DeLange (2013–2014, 2026), Ali B (2013–2022), Anouk (2015, 2017–2022), Sanne Hans (2015–2018), Guus Meeuwis (2016–2017), Waylon (2016–2022), Lil' Kleine (2018–2020), Jan Smit (2020–2021), Glennis Grace (2021–2022), Suzan & Freek (2026), Willie Wartaal (2026), Dinand Woesthoff (2026) Reporters: Winston Gerschtanowitz (2010–2013), Jamai Loman (2014–2019) en Geraldine Kemper (2019–2022) |                                      |
|  | The Voice of Holland: Real Life                   | 2011–2012       | Voice-over: Cees Geel (2011) en Edwin Ouwehand (2012) |                                      |
|  | The Voice of Holland: Singing Sunday              | 2012            | Winston Gerschtanowitz |                                      |
|  | The Voice Senior                                  | 2018–2021       | Martijn Krabbé (2018–2021), Wendy van Dijk (2018) en Lieke van Lexmond (2019–2021) Coaches: Marco Borsato (2018–2019), Ilse DeLange (2018–2021), Angela Groothuizen (2018–2021), Gerard Joling (2018, 2020–2021), Gordon (2018) en Frans Bauer (2019–2021) |                                      |
|  | This Time Next Year                               | 2018            | Wendy van Dijk |                                      |
|  | Thuis Op Internet                                 | 2000            | Corine Boon |                                      |
|  | Thuis voor de Buis                                | 2014–2015       | Voice-over: Brigitte Kaandorp (2014) en Martine Sandifort (2015) |                                      |
|  | Thuis Voor Jou                                    | 2023            | Nance Coolen |                                      |
|  | Time 2 Move, Bodytrend                            | 1994            | Leontine Borsato |                                      |
|  | Time To Dance                                     | 2018            | Chantal Janzen en Jamai Loman Jury: Dan Karaty, Robin Martens en Gianinni Semedo Moreira |                                      |
|  | Tineke                                            | 1990–1992       | Tineke de Nooij |                                      |
|  | Tineke en De Muziek                               | 1992            | Tineke de Nooij |                                      |
|  | Tineke en De Paranormale Wereld                   | 1994–1996       | Tineke de Nooij |                                      |
|  | Tineke en Een Manier Van Leven                    | 1995            | Tineke de Nooij |                                      |
|  | Tineke en 't Dagelijkse Leven                     | 1992-1993       | Tineke de Nooij |                                      |
|  | Tineke Live                                       | 1996–1998       | Tineke de Nooij |                                      |
|  | Tineke's Wereld                                   | 1995            | Tineke de Nooij |                                      |
|  | Tip Culinair TV                                   | 1996–1997       | Annemieke Verdoorn (1996), Mireille Bekooij (1997), Paul Fagel, Maryette Fagel en Ton Fagel |                                      |
|  | Titus en Fien                                     | 2023-           | |                                      |
|  | Topchef                                           | 2009            | Martijn Krabbé |                                      |
|  | Topchef VIPS                                      | 2009            | Martijn Krabbé |                                      |
|  | Topdokters                                        | 2019–2020       | |                                      |
|  | Toppers                                           | 1995–1997       | Willibrord Frequin |                                      |
|  | Top Santé                                         | 1994–1995       | Vivian Boelen |                                      |
|  | Top 20                                            | 1989            | Daphne Deckers |                                      |
|  | Tour de Frans                                     | 2021            | Frans Bauer Met Donnie, Jan Dulles, Angela Groothuizen, Berget Lewis, Jamai Loman en Danny de Munk |                                      |
|  | Tour du Jour                                      | 2012            | Wilfred Genee |                                      |
|  | Tracks & Trails                                   | 2013–2015       | Samantha van Wijk (2013–2015), Leonie Grootenhuis (2014–2015) en Stijn van Oss (2014–2015) |                                      |
|  | Travelmagazine                                    | 1997–1998       | Vivian Boelen |                                      |
|  | Trendies                                          | 2000–2002       | Irene van de Laar (2000–2001), Marlène de Wouters (2001–2002) en Marcel Dijkman |                                      |
|  | Trendies Beauty                                   | 2002            | Marlène de Wouters, Marcel Dijkman en Annita van der Hoeven |                                      |
|  | Trends & Genieten                                 | 2011            | Marcel Dijkman |                                      |
|  | Trinny & Susannah: Missie Holland                 | 2010–2012       | Trinny Woodall en Susannah Constantine Voice-over: Bastiaan Ragas |                                      |
|  | Trips & Travel                                    | 2014–2020       | Kevin Brouwer (2014–2020), Raynor Arkenbout (2015–2018), Toprak Yalçiner (2016) en Sita Vermeulen (2019) |                                      |
|  | Tuinplezier                                       | 2022            | Arjan van Woudenberg (hovenier) en Jennefer van der Pennen (groenspecialist) |                                      |
|  | TV Boetiek                                        | 1993            | Sophia de Boer |                                      |
|  | TV BvD                                            | 1998—2007       | Frits Barend, Henk van Dorp en Jan Mulder |                                      |
|  | TV Gek!                                           | 1999            | Stella Gommans |                                      |
|  | TV Mail                                           | 2000            | Peter Jan Rens |                                      |
|  | TV Makelaar                                       | 2001–2013       | Sybrand Niessen (2001–2008), Sylvana Simons (2001–2004), Marilou le Grand (2004–2007), Froukje de Both (2007–2013), Tim Immers (2008–2010) en Lieke van Lexmond (2011–2013) Met medewerking van Michiel de Zeeuw (2005–2013) |                                      |
|  | TV Makelaar: Mission Impossible                   | 2014–2017       | Evelyn Struik (2014–2017), Froukje de Both (2015–2017) en Lieke van Lexmond (2016–2017) Met medewerking van Bob Sikkes (2014–2017) |                                      |
|  | TV Romantica                                      | 1989            | Viola Holt |                                      |
|  | Twins, de tweelingenshow                          | 1990            | Rolf Wouters Met medewerking van Manon Thomas |                                      |
|  | Typisch Carlo & Irene                             | 2014            | Carlo Boszhard en Irene Moors Voice-over: Eddy Keur Assistent: Thom Goderie |                                      |
|  | Typisch RTL                                       | 2009            | Peter van der Vorst |                                      |
|  | Typisch Tineke                                    | 2008–2009       | Tineke Schouten |                                      |
|  | Typisch '70                                       | 2002            | Victor Reinier |                                      |
|  | Typisch '80                                       | 2001–2002       | Reinout Oerlemans |                                      |

## U
|  | Programma                             | Periode   | Presentatie/Medewerkers/Acteurs                                                                                        | Opmerkingen |
|  | ------------------------------------- | --------- | --- | ----------- |
|  | U Bent Aan De Beurt                   | 1994–1996 | Peter Jan Rens (1994–1996) en Patricia Brok (1994–1995)                                                                |             |
|  | U Beslist                             | 1996      | Koos Postema Met medewerking van Marjan Berk                                                                           |             |
|  | Uit!                                  | 2001      | Hans van Willigenburg                                                                                                  |             |
|  | Uit De Schulden                       | 2025      | John Williams |             |
|  | Uit Eigen Keuken                      | 2015–2016 | Hugo Kennis |             |
|  | Uitstel van Executie                  | 2008–2022 | Martijn Krabbé Met medewerking van Alex van Keulen (makelaar), Duncan Abrahams (klusser) en Eef van Opdorp (financiën) | [ 35 ]      |
|  | Uitstel van Executie met Raad en Daad | 2024      | Martijn Krabbé Met medewerking van Alex van Keulen (makelaar), Duncan Abrahams (klusser) en Eef van Opdorp (financiën) |             |
|  | Unit Luchtvaartpolitie                | 2012      | Voice-over: Jeroen Kijk in de Vegte                                                                                    |             |
|  | Ursul                                 | 1991–1994 | Ursul de Geer |             |
|  | Ushi & Dushi                          | 2009      | Wendy van Dijk Met medewerking van Hiromi Tojo                                                                         |             |
|  | Ushi & Loesie                         | 2010      | Wendy van Dijk Met medewerking van Hiromi Tojo en Chiel Montagne                                                       |             |
|  | Ushi & The Family                     | 2011–2012 | Wendy van Dijk Met medewerking van Hiromi Tojo                                                                         |             |
|  | Uur Van De Waarheid                   | 1992–1997 | Ruud ter Weijden (1992–?) en Vivian Boelen (1997)                                                                      |             |

## V
|  | Programma                                                       | Periode                  | Presentatie/Medewerkers/Acteurs | Opmerkingen                                                       |
|  | --------------------------------------------------------------- | ------------------------ | --- | ----------------------------------------------------------------- |
|  | VaarTV                                                          | 2014–2016                | Epco Ongering, Vivian Slingerland (beide 2014–2015), Laura Hogendoorn en Nadia Palesa (2016) |                                                                   |
|  | Vakantie Kids                                                   | 2023-2024                | Jimi Hendrikse en Nori de Winter |                                                                   |
|  | Vakantie Magazine (voorheen RTL Vakantiemagazine)               | 2024-                    | Arno Raymakers |                                                                   |
|  | Vamos Met De Familie Pos (Serie)                                | 2018                     | Stephan, Ilona, Björn & Tygo Pos |                                                                   |
|  | Van Buiten Dromen!                                              | 2024–0000                | Suus de Brock |                                                                   |
|  | Van der Vorst ziet sterren                                      | 2009–2019                | Peter van der Vorst |                                                                   |
|  | Van Het Land                                                    | 1997–1998                | Inge Ipenburg (1997) en Carla Honing (1997–1998) |                                                                   |
|  | Van Hier Tot Tokyo                                              | 1999–2000                | Caroline De Bruijn en Erik de Vogel |                                                                   |
|  | Van Kavel tot Kasteel                                           | 2005–2012                | Esther Duller (2005–2012) en Joris Putman (2007–2008) |                                                                   |
|  | Van Kleedingh, Kosmetica & Andere Saeken                        | 1992–1993                | Manuëla Kemp |                                                                   |
|  | Van Koninklijke Huize                                           | 2000–2001                | Myrna Goossen en Peter van der Vorst |                                                                   |
|  | Van Luchtkasteel Tot Droomhotel                                 | 2015                     | |                                                                   |
|  | Van passie naar droombaan                                       | 2017–2020                | Sonja Silva (2017–2018), Dounia Rijkschroeff (2017–2018, 2020–heden), Tatjana Maul, Xavier Rijsdijk & Nienke Helthuis (allen 2019–2020), Sander Janson en Winston Post (beide 2020) |                                                                   |
|  | Van Slager Tot Chef                                             | 2015–2017                | Corine Boon Met medewerking van Jeroen van der Graaf (chef) (2015) en Mathijs Vrieze (2016–2017) |                                                                   |
|  | Van Woonvilla Naar Droomvilla                                   | 2015–0000                | Bertram Terpstra (2015–heden), Pauline Jorritsma (2015–heden), Jeroen Overmars (2019–2022), Marit van Bohemen (2022–heden) |                                                                   |
|  | Veel op je Bord                                                 | 2024-                    | Kim Kötter, Jet van Nieuwkerk |                                                                   |
|  | Verborgen Leed                                                  | 1996                     | Vivian Boelen |                                                                   |
|  | Verbouwen Zonder Grenzen                                        | 2013                     | Irene Moors Met medewerking van Bob Sikkes |                                                                   |
|  | Verhuisbericht                                                  | 2004–2006                | Peter van der Vorst |                                                                   |
|  | Verminkt                                                        | 2017 2019                | Evelyn Struik |                                                                   |
|  | Vermoord In Het Buitenland                                      | 2016–2017                | John van den Heuvel |                                                                   |
|  | Verslaafd!                                                      | 2013–2016 2019 2021-2022 | Peter van der Vorst (2013–2019) en Ewout Genemans (2019, 2021-heden) Met medewerking van Jim Geduld (2013–2014) | Later bij Videoland                                               |
|  | Vertel 't RTL                                                   | 1998                     | Vivian Boelen |                                                                   |
|  | Ver Van Huis                                                    | 2019                     | Angela Groothuizen |                                                                   |
|  | Via Vacance                                                     | 2010–2011                | Pauline de Wilde en Ruben Dingemans |                                                                   |
|  | Via Vacance: France                                             | 2009                     | Pauline de Wilde en Ruben Dingemans |                                                                   |
|  | Via Vacance: Italia                                             | 2008                     | Pauline de Wilde en Ruben Dingemans |                                                                   |
|  | Villa BvD                                                       | 1998–2006                | Frits Barend, Henk van Dorp en Jan Mulder |                                                                   |
|  | Villa Lux                                                       | 1989–1991                | Anniko van Santen en Wessel van Diepen |                                                                   |
|  | Vino                                                            | 2015                     | Wytske Kenemans |                                                                   |
|  | Vintage Department Store                                        | 2021                     | Patty Zomer |                                                                   |
|  | Viola's Gezondheidsshow                                         | 1994                     | Viola Holt |                                                                   |
|  | Viola's Volt Show                                               | 1993                     | Viola Holt |                                                                   |
|  | VI Oranje                                                       | 2012 2014                | Wilfred Genee Met medewerking van Johan Derksen en René van der Gijp |                                                                   |
|  | VI Oranje Blijft Thuis                                          | 2018                     | Wilfred Genee Met medewerking van Johan Derksen, René van der Gijp en Johan Boskamp |                                                                   |
|  | Vijf Jaar Na De Stint: Het Verhaal Van De Ouders (Documentaire) | 2023                     | Humberto Tan | [ 37 ]                                                            |
|  | Vis TV                                                          | 1996–2017                | Ed Stoop (1996–2017) en Marco Kraal (2002–2017) | Later op RTL 5 en RTL 7                                           |
|  | Viva Oranje                                                     | 2000                     | John Williams |                                                                   |
|  | Voetbalvrouwen (Serie)                                          | 2008–2009                | Onder andere Lone van Roosendaal, Nicolette van Dam, Leontine Borsato, Sophie van Oers, Mike Weerts, Barry Atsma, Bas Muijs, Curt Fortin, Marlous Dirks, Joep Sertons, Yolanthe Cabau van Kasbergen, Marit van Bohemen, André Dongelmans en Peggy Vrijens |                                                                   |
|  | Volg Je Me Nog?                                                 | 2022                     | Ruben Nicolai Teamcaptains: Tijl Beckand en Nynke de Jong |                                                                   |
|  | Volgende Week                                                   | 2013                     | Daphne Bunskoek Cabaretiers: Richard Groenendijk, Viggo Waas, Peter Heerschop en Carolien Borgers |                                                                   |
|  | Volgens hem, volgens haar (Serie)                               | 2002–2003                | Bart Oomen en Marina Duvekot |                                                                   |
|  | Voor Hetzelfde Geld                                             | 2019–2022 2024           | Natasja Froger (2019–2022), Leonie ter Braak (2024) |                                                                   |
|  | Voor Ik Het Vergeet                                             | 2017                     | Angela Groothuizen |                                                                   |
|  | Voor Niks Gaat De Zon Op                                        | 1998                     | Ursul de Geer |                                                                   |
|  | Vragenvuur                                                      | 2001–2004                | Arlette Adriani en Valerie Zwikker |                                                                   |
|  | Vriendenloterij: De Winnaars                                    | 2011–0000                | Rick Brandsteder (2011–2012), verschillende (bekende) ambassadeurs van diverse organisaties en instellingen (2013–heden), Wolter Kroes (2014–heden) |                                                                   |
|  | VriendenLoterij: Holland's Next Millionaire                     | 2011                     | Tijl Beckand |                                                                   |
|  | VriendenLoterij Miljonairs                                      | 2021–2025                | Robert ten Brink | 2006-2008 Lotto Weekend Miljonairs, 2019-2021 BankGiro Miljonairs |
|  | Vrienden voor het leven (Serie)                                 | 1991–1995                | Onder andere Peter Lusse, Mary-Lou van Steenis, Edmond Classen, Gaston van Erven, Maria Stiegelis, Sander de Heer, Metta Gramberg, Jules Croiset, Marlies van Alcmaer en Cynthia Abma |                                                                   |
|  | Vrouwen Van Het Gooi                                            | 1997–1998                | Andreas van der Schaaf |                                                                   |
|  | Vrouwenvleugel (Serie)                                          | 1993–1995                | Onder andere Bea Meulman, Carry Tefsen, Ella Snoep, Maja van den Broecke, Marjolein Keuning, Manouk van der Meulen, Erik de Vries, John Jones, Liz Snoijink, Funda Müjde, Marina de Graaf, Renée Fokker, Jetty Mathurin, Isa Hoes, Milly Scott, Marian Mudder, Annemarie Steen, Daniëlla Mercelina, Barbara Gozens, Rick Nicolet, Dela Maria Vaags, Devika Strooker, Suze Broks, Kietje Sewrattan, Cynthia Abma, Bert Kuizenga, Leontine Borsato, Joop Wittermans, Danny de Munk, Frederik de Groot, Joep Sertons, Joost Buitenweg, Luk van Mello, Alexander van Bergen, Jules Hamel, Simone Rooskens en Marloes van den Heuvel |                                                                   |
|  | VUUR!                                                           | 2022                     | Nance Coolen |                                                                   |

## W
|  | Programma                                    | Periode                       | Presentatie/Medewerkers/Acteurs | Opmerkingen   |
|  | -------------------------------------------- | ----------------------------- | --- | ------------- |
|  | Waar Gaat Het Over?                          | 2023–2025                     | Tijl Beckand |               |
|  | Waar is Elvis?!                              | 2009                          | Gordon en Jamai Loman |               |
|  | Wannabees                                    | 2018                          | Onder andere Hanneke Drenth, Ruud Smulders en Roel Bloemen |               |
|  | Wat Als? (Serie)                             | 2012                          | Onder andere Marcel Musters, Ronald Snijders, Tina de Bruin, Roeland Fernhout, Michiel Nooter, Annet Malherbe, Kasper van Kooten, Kees Boot, Sieger Sloot, Jelka van Houten, Vincent Croiset en Max van den Burg |               |
|  | Wat Een Dag                                  | 2024                          | Leonie ter Braak Op locatie: Quinty Misiedjan | [ 38 ]        |
|  | Wat Een Familie                              | 1996                          | Maya Eksteen |               |
|  | Waterlanders                                 | 1997-1998                     | Jessica Broekhuis |               |
|  | Wat Ik Altijd Wilde Worden                   | 2020 2022–2023                | Jochem van Gelder |               |
|  | Wat kiest Nederland?                         | 2010 2012                     | Rick Nieman (2010, 2012), Frits Wester (2010, 2012), Suzanne Bosman (uitslagenavond 2010, 2012), Mariëlle Tweebeeke (debatavond 2010) en Petra Grijzen (debatavond 2012) |               |
|  | Wat Kost Dat?                                | 1998                          | Pieter Storms |               |
|  | Wat Recht Is...                              | 2000                          | Etty Bos-Veterman |               |
|  | Wat Schat Je?                                | 2008                          | Martijn Krabbé |               |
|  | Wat Schuift 't? (Serie)                      | 1995                          | Onder andere John Kraaykamp jr., Sacco van der Made, Hans Breetveld, Kasper van Kooten en Marina de Graaf |               |
|  | Wat Stem Ik?                                 | 2005                          | Reinout Oerlemans |               |
|  | Wat vindt Nederland?                         | 2009–2011 2013                | Jack Spijkerman (2009–2011, 2013), Sandra Schuurhof (2009–2011), Margreet Spijker (eenmalig in 2009) en Jojanneke van den Berge (2013) Straatprijzen: Gaston Starreveld Teamcaptains: Peter Heerschop, Katja Schuurman (beide 2011), Remco Veldhuis en Richard Kemper (beide 2013) |               |
|  | Way of Living                                | 2015–0000                     | Arno Raymakers (2015–heden), Sanne Heijen (2015–heden), Anouska Wink (2024–heden) |               |
|  | We Love 2 Shop                               | 2012–2013                     | Beertje van Beers |               |
|  | We Love 2 Shop Extra                         | 2013                          | Anna-Alicia Sklias |               |
|  | Wedden dat..?                                | 1990–1995 1999                | Jos Brink (1990–1992), Marlène de Wouters (1990), Manuëla Kemp (1991–1992), Rolf Wouters, John Joosten (beide 1993–1995), Reinout Oerlemans en Fabiënne de Vries (beide 1999) |               |
|  | Weddingplanner                               | 2014–2016                     | Kevin Brouwer Met medewerking van Myrna Goossen (2014) Weddingplanners: Astrid Blaauw (2014–2016), Wiesje Hallewas (2014–2016), Marie-José Schlenker (2014) en Anouk Aimée van den Dries (2014–2016) |               |
|  | Weekend Trip                                 | 2012–2014                     | Sanne Heijen en Arno Raymakers |               |
|  | Weekendtips                                  | 1995                          | Irene Moors |               |
|  | Weet Ik Veel                                 | 2013–2024                     | Linda de Mol (2013–2019), Jamai Loman (2015–2016) en Beau van Erven Dorens (2020–2024) |               |
|  | Welcome Home                                 | 2011–2012 2014                | Natasja Froger Met medewerking van Michiel de Zeeuw (interieurstylist) en Marco van den Berg (aannemer) |               |
|  | Welkom Aan Boord                             | 2012                          | Voice-over: Jeroen Kijk in de Vegte |               |
|  | Welkom In (Mijn Stad)                        | 2017–2019                     | Tatjana Maul (2017–2018), Xavier Rijsdijk en Nienke Helthuis (2019) |               |
|  | Welkom In De Toekomst                        | 1992                          | Chriet Titulaer |               |
|  | Welkom Op Je Bruiloft                        | 2001                          | Carlo Boszhard |               |
|  | Wendy: heel Holland helpt                    | 2007                          | Wendy van Dijk |               |
|  | WereldWijnen                                 | 2010–2011                     | Ramon Beuk |               |
|  | Wereldzaken: de kracht van duurzame business | 2011                          | Mari Carmen Oudendijk Reporters: Babs Assink en Vik Franke |               |
|  | Westenwind (Serie)                           | 1999–2003                     | Onder andere Marlies van Alcmaer, Joep Sertons, Inge Ipenburg, Miryanna van Reeden, Daan Schuurmans, Kirsten Mulder, Anniek Pheifer, René van Asten, Henriëtte Tol, Toncy van Eersel, Jennifer Hoffman, Fleur van der Kieft, Vastert van Aardenne, Youssef Idilbi, Linda Wagenmakers, Hero Muller, Louis van Beek, Ghislaine Pierie, Elvira Out, Hidde Maas, Robin Rienstra, Jules Hamel, Vincent Lodder, Nynke Faber en Casper van Bohemen          |               |
|  | What the rel is RTL?                         | 1998                          | Beau van Erven Dorens |               |
|  | Wie ben ik?                                  | 1990–2001 2013–2014 2017–2021 | Caroline Tensen (1990–1999, 2020–2021), Mariska van Kolck (2000–2001) en Wendy van Dijk (2013–2014, 2017–2019) Teamcaptains: Ron Brandsteder, André van Duin (beide 1990–2001), Gordon, Paul de Leeuw, Richard Groenendijk, Jandino Asporaat (allen 2013–2014), Jandino Asporaat, Najib Amhali (beide 2017), Ruben Nicolai en Tijl Beckand (beide 2018–2021) Assistentes (1990-1999): Wendy van Dijk en Claudia de Graaf                             |               |
|  | Wie De Boer Niet Kent                        | 2022–2023                     | Jamie Trenité |               |
|  | Wie Doet De Afwas?                           | 2015                          | Froukje de Both, Angela Groothuizen en Nance Coolen |               |
|  | Wie Durft?                                   | 1996                          | Loretta Schrijver |               |
|  | Wie is de Chef?                              | 2008                          | Martijn Krabbé en Evelyn Struik |               |
|  | Wie Is Mijn Vader?                           | 2011                          | Irene Moors |               |
|  | Wie Kiest Tatjana?                           | 2011                          | Peter van der Vorst en Tatjana Šimić |               |
|  | Wie Is Wie?                                  | 1991                          | Caroline Tensen Panelleden: Henny Huisman, Irene Moors, Sjoukje Hooymaayer, Ditta Terpstra en Jacques d'Ancona |               |
|  | Wie Opent Het Slot?                          | 2014–2015                     | Sanne Heijen en Arno Raymakers Kandidaten: Laurien Verstraten, Ben Saunders, Laura Ponticorvo en Grad Damen |               |
|  | Wie Overleeft Nederland?                     | 2015                          | Arjan Postma |               |
|  | Wie trouwt mijn zoon?                        | 2011                          | Robert ten Brink |               |
|  | Wie wordt de man van Froukje?                | 2007                          | Martijn Krabbé en Froukje de Both |               |
|  | WieKent Nederland                            | 2009                          | Nicolette van Dam |               |
|  | Wil Je Met Mij Trouwen?                      | 2003–2004                     | Corine Boon |               |
|  | Wil Wil Wel                                  | 2016                          | Carlo Boszhard en Wil Boszhard-Vis |               |
|  | Willibrord's keuze                           | 1997                          | Willibrord Frequin |               |
|  | Wilma Nanninga privé (Documentaire)          | 2007                          | Onder andere Wilma Nanninga |               |
|  | Win Een Sponsor                              | 1999–2000                     | Martijn Krabbé en Stella Gommans |               |
|  | Win 't & In 't                               | 2005                          | Carlo Boszhard |               |
|  | Winter Vol Liefde                            | 2023–2025                     | Voice-over: Jeroen Kijk in de Vegte | [ 39 ] [ 40 ] |
|  | Winter Vol Liefde: De Reünie (Special)       | 2025                          | Leonie ter Braak |               |
|  | Winter Wereld                                | 2023                          | Arno Raymakers en Sanne Heijen |               |
|  | Wishing on a Star                            | 2020 2022–0000                | Carolien ter Linden |               |
|  | Wist Je Dat?                                 | 2012-2016                     | Evelyn Struik (2012–2014), Geerteke van Lierop (2012), Frank Derijcke (2013–2014), Koert-Jan de Bruijn (2014–2016), Wendy-Kristy Hoogerbrugge (2014) en Georgina Kwakye (2014–2016) |               |
|  | WK Spelshow                                  | 1994                          | Gordon |               |
|  | Women Insite                                 | 2011                          | Annita van der Hoeven, Mirjam Frentz en John Kooyman Met medewerking van Sophia Gasseling-Spaans (kok) en Adrienne Eisma (kok) |               |
|  | Wonen Onder De Zon Voor Minder Dan Een Ton   | 2024                          | Leonie ter Braak |               |
|  | Woonbrigade                                  | 2003–2004                     | Sybrand Niessen |               |
|  | Wooninspiraties                              | 2019–2021                     | Liselotte de Groot, Dave Geukes, Anne-Marie van Leggelo, Wendy-Kristy Hoogerbrugge en Nathalie den Dekker |               |
|  | WoonTips                                     | 2014–2018                     | Iris Rulkens (2014–2018), Nadia Palesa (2014), Sander Foppele (2015–2016), Nana Piguillet-Appiah (2015–2016), Nathalie den Dekker (2015–2016), Wendy-Kristy Hoogerbrugge (2015–2018), Jeroen Post (2015–2018), Soesja del Monte Lyon (2016), Anouk de Pater (2016–2017), Elisa van der Meiden (2016–2017), Geert Hoes (2016–2017), Samantha Klumper (2016–2017), Liselotte de Groot (2016–2018), Oscar Vellinga (2017) en Ferry de Graaf (2017–2018) |               |
|  | Woordwinner                                  | 1998                          | Peter Jan Rens |               |

## X
|  | Programma | Periode                  | Presentatie/Medewerkers/Acteurs | Opmerkingen |
|  | --------- | ------------------------ | --- | ----------- |
|  | X Factor  | 2006–2007 2009–2011 2013 | Wendy van Dijk (2006–2007, 2009–2011) en Martijn Krabbé (2009–2011, 2013) Jury: Henkjan Smits, Marianne van Wijnkoop, Henk Temming (allen 2006–2007), Eric van Tijn (2009–2011), Stacey Rookhuizen (2009–2011), Angela Groothuizen (2009–2011, 2013)Gordon (2009–2011, 2013), Edsilia Rombley (eenmalig in 2010), Ruud de Wild (eenmalig in 2011), Candy Dulfer (2013) en Ali B (2013) |             |

## Y
|  | Programma                 | Periode   | Presentatie/Medewerkers/Acteurs | Opmerkingen |
|  | ------------------------- | --------- | --- | ----------- |
|  | Yacht Vision              | 2003–2011 | Romek van Thiel (2003–2004), Epco Ongering (2004–2011), Vivian Slingerland (2004, 2008–2011), Mari Carmen Oudendijk (2004–2005), Marilou le Grand (2006–2008) en Evelyn Struik (2011) |             |
|  | You're Back In The Room   | 2015      | Beau van Erven Dorens |             |
|  | Your Big Break            | 2000      | Fabiënne de Vries |             |
|  | Your Face Sounds Familiar | 2012      | Winston Gerschtanowitz Jury: Carlo Boszhard, Chantal Janzen en Gerard Joling Voice-over: Loretta Schrijver                                                                            |             |
|  | Your Personal Shopper     | 2018      | Fred van Leer |             |

## Z
|  | Programma              | Periode    | Presentatie/Medewerkers/Acteurs | Opmerkingen |
|  | ---------------------- | ---------- | --- | ----------- |
|  | ZaterdagavondJURK!     | 2014       | Jeroen van Koningsbrugge en Dennis van de Ven |             |
|  | Zeesterren             | 2016       | Irene Moors Teamcaptains: Jamai Loman & Gerard Joling Scheidsrechters: Maik de Boer & Mari van de Ven |             |
|  | Zeg 'ns Aaa (Serie)    | 2009       | Onder andere Carry Tefsen, Hans Cornelissen, Kiki Classen, Job Bovelander, Ellen Pieters en Coby Timp |             |
|  | Zie Mij Nou            | 2002       | Minoesch Jorissen |             |
|  | Zie Ze Vliegen (Serie) | 2011       | Carlo Boszhard, Irene Moors, Chantal Janzen en Gordon Voice–over: Vivian Boelen |             |
|  | Zo Kan Het Ook         | 2020       | Tamara Markus |             |
|  | Zolang Ik Leef         | 2016       | Peter van der Vorst |             |
|  | Zomer met Art          | 2019       | Art Rooijakkers Co-presentatoren: Richard Groenendijk, Ryanne van Dorst, Merel Westrik, Evi Hanssen, Gert Verhulst, Ellie Lust, Katja Schuurman, Sander Schimmelpenninck, Martijn Koning, Erica Terpstra Verslaggevers: Bram Krikke en Gwen van Poorten                                       |             |
|  | Zondag op Vier         | 2024       | Pernille La Lau |             |
|  | Zorgeloos              | 2020, 2022 | Dani Jašarević |             |
|  | Zwarte Tulp (Serie)    | 2015 2017  | Onder andere Huub Stapel, Linda van Dyck, Anna Drijver, Roeland Fernhout, Carolien Spoor, Benja Bruijning, Pim Lambeau, Puck van Stijn, Gijs Naber, Marcel Musters, Renée Fokker, Abbey Hoes, Willem Voogd, Raymond Thiry, Derek de Lint, Nasrdin Dchar, Hadewych Minis en Reinout Bussemaker |             |